# キミと僕の最後の戦場、あるいは世界が始まる聖戦
『キミと僕の最後の戦場、あるいは世界が始まる聖戦』（キミとぼくのさいごのせんじょう あるいはせかいがはじまるせいせん）は、細音啓による日本のライトノベル。イラストは猫鍋蒼が担当している。富士見ファンタジア文庫（KADOKAWA）より2017年5月から刊行されている。略称は「キミ戦」。「次のヒット作はこれだ！ 新作ラノベ総選挙2018」（ブックウォーカー）では3位を獲得している。
メディアミックスとして、2018年4月5日にYouTubeでオーディオドラマが公開された。okamaによるコミカライズが『ヤングアニマル』（白泉社）にて2018年No.10から2021年No.6まで連載された。また、テレビアニメはSeason Iが2020年10月から12月まで放送され、Season IIは2024年7月から放送が開始されたが、クオリティ維持を理由に第5話以降の放送が延期された。2025年4月に第1話から放送再開し6月まで放送された。

## あらすじ
高度な科学力を有する帝国に所属する、史上最年少で帝国の最高戦力である使徒聖に選ばれたイスカ。「魔女の国」と畏怖されるネビュリス皇庁の第2王女であり、「氷禍の魔女」と称され皇庁最強と謳われるアリスリーゼ。戦場で出会った二人は激戦の中、互いを互いの宿敵と認めあう。
二人が中立都市で再会すると、イスカはアリスの美しさと高潔さに心を奪われ、アリスはイスカの強さと生き方に惹かれ始める。そうして何度も偶然の出会いを重ねるうちに、お互いが世界平和を望み合っていることを知る。しかし、帝国と皇庁、敵対する国に所属する二人が共に歩むことは許されず、互いを打倒しそれぞれが目指す世界平和への礎とすることを選択する。

## 登場人物
声はアニメ・オーディオドラマ共通の担当声優を示す。

### 主要人物
イスカ(Iska)
声 - 小林裕介
本作の主人公。帝国に所属する少年兵。年齢は16歳。黒と白の一対の双剣である「星剣」という特殊な剣を使い、「黒鋼の後継」と呼ばれる。黒の星剣はあらゆる星霊術を遮断し、白の星剣が黒が遮断しただけの星霊術を一度だけ再現するという権能を持ち、イスカ以外には機能せず量産もできない唯一の真打《オリジナル》。それを見たアリスからは始祖を縛る鎖と酷似しているという印象を受けている。その正体は、剣ではなく星霊術を蓄える性質を持つ「星晶」を極限にまで純化し鍛え上げられた、すべての星霊が星の中枢に帰還するための「器」というのが真実。
史上最年少で帝国軍の最高戦力「使徒聖」に上り詰めたが、ある星霊使いの脱走を手引きしたことで称号を剥奪される。
アリスとは互いに好敵手と認め合うが、食事から絵画など好みが見事に通じる以外にも有耶無耶に共闘することとなる事態に多く見舞われる。中立都市で何度も鉢合わせ、有耶無耶に共闘を重ねる内に好敵手という意識が薄れ、異性としての恋愛感情を抱くようになるが、両国の和平と師から託された黒鋼の後継としての使命を優先しているために無自覚である。さらには称号剥奪の切っ掛けとなった脱走させた魔女が彼女の妹であるシスベルだったことから彼女からも好意と期待を寄せられ姉と同じく第907部隊ごと部下としてスカウトされるが、己の志のために当然拒否するも成り行きでまたも彼女を救い、その好意を意図せず深めさせてしまう結果となった上にミスミスの星紋の件を取引材料に部隊ごと一時的な護衛を務めることとなってしまう。また妹たちに執着されていることからルゥ家長姉のイリーティア、更にはゾア家のキッシングやヒュドラ家のミゼルヒビィとも交戦して執着や興味を持たれるなど図らずも敵国王家の王女たち全員の関心を買っている。
一見すると温厚なようでいて根は非常に頑固で我が強くしつこい。帝国と皇庁の和平を純血種の魔女を捕虜にすることで強引にでも結ぶという強い目的意識を持っており、そのためならどんな星霊使いにも果敢に向かっていくことから「戦闘嫌いの戦闘狂」という皮肉な異名を持つ。その理想と志ゆえにアリスやシスベルの誘いをにべもなく断っている。
その一方で、上記のように弱い星霊使いまで投獄するやり方を見過ごせず、破れかぶれで脱走の手引きをするなど若干短絡的かつ詰めの甘さが目立ち、結果として使徒聖の位を失い、自らは終身刑を言い渡されるという本末転倒な結果になっているなど、お世辞にも大局を見ているとは言い難い面もあり、ジンからも指摘されている。とはいえクロスウェル自身もこの気質と上記の結果になるだろうことは承知の上でイスカを後継に選んでおり、実際の脱獄事件を起こしたことを聞いた時も「お前はそれでいい」と肯定的に捉えられている。
師であるクロスウェルから徹底して対星霊使い特化の訓練を受けておりジンをして「相手が星霊使いなら負けることはない」と断言し得るほどの星霊使いを圧倒する神業の如き剣技を発揮するが、剣自体の才に恵まれていたわけではなく、ただ百錬自得という凡事徹底の末に至った結果。その一方で星霊使い特化であるがゆえに対人訓練は受けておらず、白兵戦それこそ使徒聖同士の乱闘を行えば恐らく中位に留まるのが精々で決して最上位には及ばないと自己評価しており、同じく剣を使う使徒聖一席のヨハイム相手では競っても精々一太刀、二太刀目で後れをとって、三の太刀で押し負けるだろうと確信している。
ヴィソワーズの襲撃を退け、シスベルを中央州まで連れて来ることに成功するもイリーティアの奸計に絡め取られ彼女の誘いでルゥ家の別荘に同道せざるを得なくなる。そこでイリーティアの皇庁に対する憎悪を冗談まじりに明かされ、後にそれが真実であったことに心底戦慄する。
帝国の皇庁襲撃において帝国軍を装ったタリスマンらヒュドラ家の襲撃を受け交戦。さらに脱獄していたヴィソワーズの乱入でシスベルをかどわかされ、それを追跡する際に間が悪くアリスと邂逅。帝国への憎悪に燃える彼女と交戦するも泣きながら戦う彼女の姿に、決着を着ける時は今ではないとタリスマンとイリーティアの奸計を打ち明け、さらにユミリーシャの「共鳴」の星霊による伝言で誤解を解いた。
その後はユミリーシャたちの協力もありヒュドラの研究所「雪と太陽《スノウ・ザ・サン》」へと潜入。そこでヒュドラの王女ミゼルヒビィと交戦。その際に彼女のイアリング「グレゴリオ秘文」の断片を入手。そこからシスベルの連行先が帝国と判明し自分たちが帝国へと帰還するのを燐が尾行するという形で彼女の救出の協力をする。
最初こそ尾行していた燐が偶然にシスベルを発見し救出するのを黙認するという形のみの協力だったが、囚われていた場所が違法研究所という可能性がでてきたためイスカたちも帝国兵として見過ごせないと介入を決断。だが、シスベルを見つけたものの、そこで複数の人造星霊エネルギーを保管した機械炉を発見し帝国の暗部を知る。さらにその研究房「エルザの棺」を主宰している研究者ケルヴィナがヴィソワーズに酷似した悪星変異を行い襲い来るも燐との共闘と偶然も手伝い撃破。しかし、そこへ天帝ユンメルンゲンを伴った璃洒が現れ燐を拘束。天帝の正体に衝撃を受けながらも、反逆罪に問われるどころか帝都に誘われ戸惑う。
だが、上記の一件で八大使徒からは知りすぎたと判断され秘密裡での処断を決定されてしまい、グラスナハトの研究施設で巨星兵に憑依した八大使徒のルクレゼウスに襲撃され、璃洒やシスベル、907部隊との連携で辛くも撃破するが、これを機に八大使徒と完全な敵対関係となってしまう。
その後、辿り着いた帝都で師クロスウェルと再会。ユンメルンゲンに会うように伝えられる。
アリスとは戦場で出会う前に一度出会っており、その時の経験で星霊使いは帝国で教えられるものとは違うものだと考えるに至っている。
アリスリーゼ・ルゥ・ネビュリス9世(Aliceliese Lou Nebulis Ⅸ)
声 - 雨宮天
本作のヒロイン。ネビュリス皇庁の第2王女。通称アリス。年齢は17歳。強力な氷の星霊を宿す星霊使いで、帝国からは「氷禍の魔女」と呼ばれ恐れられ、その場を数秒足らずで氷河期さながらの氷漬けにし広範囲に及ぶ氷の剣を無数に射出する「氷禍・千枚の棘吹雪」と星剣すら防ぎ止める絶対防御「氷花」を持つ。特に「氷花」はアリスの星霊そのものであり、この盾を展開した時のみ氷の星霊はアリスの肉体を離れてその種子に憑依するため、星霊エネルギーを斬る星剣でも斬ることはできない。また星霊エネルギーそのものを放出することも可能など攻撃力も絶大。また実戦経験も豊富で応用力や小技も使うなど、他の純血種の星霊使いと比較しても強さに隙がない。
帝国を打倒して世界統一を果たし星霊使いが差別されない世界を作るという気高い大望を持つが、姉のイリーティアからは「その楽園はアリスの強さだけで成り立っており、それでは結局強者の楽園しか作れない」と内心で批評されている。
戦場で出会ったイスカとは互いに好敵手と認め合い、戦場で決着をつけることを望んでいる。しかし、中立都市で度々鉢合わせる内に無自覚ながらイスカに恋愛感情を抱くようになり、ある種の独占欲さえ抱いてシスベルとイリーティアがイスカに接近していると本気で二人を攻撃しようとする以外にも戦場でのライバル関係を持ちだして自分の物と公言するなど、自制心が弱くなって燐を苦労させている。
絵画鑑賞が趣味だが、自身の腕前は一流の腕前を持つ妹や神がかった姉とは雲泥の差であり、ルウ・エルツ宮にある自画像は人の姿すらしていない。シスベル曰く「美食家肌」。
帝国の画家が描いた絵が好きなのだが、母を始め皇庁の者達からは問題視されており、何かと皇庁の絵が優れていると誇張する自身の好みを認めない周囲に憤りを抱く他にもいつの間にか遠くなっていた姉妹との関係にも苦悩を抱えている他、ゾア家やヒュドラ家を始めとした血族同士の骨肉の争いにも辟易しており、そんな中でイスカとの戦いというより邂逅そのものが生きがいになっており心中で彼がいなくなったら自分は生きがいを失くすと言い切っている上、イスカをシスベルに取られそうになった時には帝国との戦いも女王聖別儀礼さえも全てがどうでもいいと独白してさえいる。
皇庁襲撃において母とイリーティアがヨハイムに斬られた場面に遭遇し帝国への怒りが爆発。間が悪く遭遇したイスカと本気の殺し合いを繰り広げるが、結局彼を倒すことができず、イスカについたユミリーシャの「共鳴」の星霊による伝言で誤解を解きイスカに謝罪。その後、まったく無自覚に彼に告白した。
その後は女王代理として衣装も新調し、新たな気持ちでヒュドラ家やゾア家と対峙する。シスベル奪還のためにイスカたち第907部隊と協力し、彼らに「雪と太陽」への潜入を依頼。シスベルが帝国に連れ去られたと知ったときは燐にイスカたちと共に帝国に潜入するよう命じた。
偶然にもルゥ家の別荘でイスカがシャワーを浴びているときの映像が撮られた端末を発見し、初めて見るイスカの全裸姿の刺激に耐え切れずに失神するも、密かにその映像を保管し、毎晩視聴している。帝国に戻ったイスカが自分のいないところで異性と何をやっているのかが気になって仕方ない様子で、燐と一緒に写ってる写真を見てそんなことは起こらないと思いながらもあらぬ妄想を繰り広げたり、救出されたシスベルが帝都へ向かう途中の通信でイスカと帝国内でデートをしている写真を見せつけられた際にはシスベルの挑発に耐えられずに怒り任せに通信を切ってしまった。
再度始祖ネビュリスが目覚めた際には帝国を滅ぼそうとするネビュリスに翻意を促すも聞く耳を持たず、呼び出された星晶の結界に閉じ込められてしまう。星霊術が使えない空間に苦戦するも、物理的に結界を破壊したことでその行動力をネビュリスから認められるものの、体力を使い果たし倒れこんでしまう。目覚めた際にネビュリスへの怒りを爆発させながら、自らを介抱してくれた母に帝国に向かう意思を告げた。
第907部隊の面々たちの中で、イスカの隊長であるミスミスとも縁があり、中立都市で再会した際に彼女が魔女化していることに気づく。姉妹との関係は昔は良好だったが、女王候補のライバルとして意識せざるを得なくなってしまい、とりわけ妹のシスベルに対しては突然引きこもりとなって自分とも必要最低限にしか話そうとしない態度に不気味さを感じるようになる。それでも妹としての愛情があり、彼女の窮地に駆け付けている。しかしシスベルがイスカにアプローチを仕掛けるようになってからはイスカをめぐって張り合っており、皇庁でイスカとシスベルのデート現場を目撃したときには嫉妬からの怒りで我を忘れかけたりと、ある意味自分にとっての天敵となりつつある。
イスカとは戦場で出会う前に一度、出会っており、その時の経験から自分の秘奥を盾としている。
KADOKAWAが2018年4月から5月にかけて実施した投票企画「KADOKAWAライトノベル ヒロイン総選挙」では4位を獲得している。
ミスミス・クラス(Mismis Klass)
声 - 白城なお
イスカが所属する防衛機構III師・第907部隊の隊長。子供と間違えられるほど小柄で童顔だが、れっきとした22歳の女性。スタイルは抜群なのだが、その体格のせいで逆に問題視されることもある。
兵士としてはお世辞にも優秀とは言えず隊長の昇級試験にもギリギリの成績でパスした。だが部下の感情の機微には非常に敏感でイスカがアリスと邂逅したことで調子を崩したことにも誰よりも早く察している。また、普段は弱気ながら芯は強く一度覚悟を決めればジンすら眼を瞠る行動力を示し、時には部下の盾となって使徒聖であるネームレスに物申し、自ら囮を務める胆力も持つ。
父親も帝国兵だったが、一兵卒止まりのまま負傷して引退したため、その意志を継いで隊長格にまで這い上がった根性の持ち主。
星脈噴出泉を巡る任務中で、皇庁のスパイだったシャノロッテに拘束された上、その当の星脈噴出泉に仮面卿によって落下させられた結果、魔女になってしまうが、イスカ達はそれを隠そうと奔走している。また、イスカを異性として意識している節も見られており、シスベルがイスカにアプローチを掛けた際には音々と共に妨害しようとしていた。
魔女としての力は本人にもわからない部分が多く、それを見た仮面卿からは炎の星霊術の発生をさせない碧の風を吹かせる風の星霊の亜種と推測されている。
ジン・シュラルガン(Jhin Syulargun)
声 - 土岐隼一
イスカと同じ小隊の狙撃手。かつてイスカと同じ師匠のもとで修行した過去を持つ。実家は銃工房。毒舌で皮肉屋。年齢は16歳。
神業的な狙撃技術を持ち、星霊使いの装甲の繋ぎ目を過たず撃ち抜き「何なら目をつむって撃っても問題ない」と豪語するほどのスナイパー。
頭の回転が非常に速く、907部隊ではイリーティアの陰謀を真っ先に見破った。また、イスカがアリスと出会ったことで生じた変化にも気づいている節があり、燐の独断で皇庁に連れて行かれた挙句にシスベルとゾア家の一悶着に巻き込まれている彼に「らしくないんじゃないのか」と詰問している。
普段は冷静沈着だが根は仲間想いであり、ミスミスが星霊に憑かれる切っ掛けとなった仮面卿に対しては、初対面で激情を顕わにしている。成り行きで護衛することとなったシスベルとは当初イスカからは性格上相性が悪いと目されていたが、シスベルからは気に入られ、ジンも憎まれ口を叩きながら彼女を気遣うなど関係はそれなりに良好。シスベルの前で姉のイリーティアを怪物呼ばわりしたケルヴィナを銃弾を頬にかすらせることで黙らせた。
師のクロスウェルからは良くも悪くもブレーキがきかないイスカのストッパー役を託されている。
音々・アルカストーネ(Nene Alkastone)
声 - 石原夏織
イスカと同じ小隊の通信技手。年齢は16歳。可愛い見た目に反して武器開発に長けており、一流の機工士として帝都に名を馳せている。イスカを兄のように慕っている。
帝都の制圧兵器開発部局から実験途上の対星霊兵器、衛星「テトラビブロスの星」を預かり受けており、指先に嵌めた機械仕掛けの指輪で操作し星霊の動きを乱す波長を破裂後に展開する対星霊擲弾や徹甲弾を射出できるなど部隊の火力担当。
同時にイスカを異性として意識している様子もあり、イスカに対してアプローチをかけることもある。そのため、シスベルのアプローチには警戒を見せている。
燐・ヴィスポーズ(Rin Vispose)
声 - 花守ゆみり
アリスの側近兼メイド。年齢は17歳。王家に仕える王宮守護星の出身。土の星霊を宿し、星霊使いとしての技量もさることながら暗殺術を初め武芸全般に長けている。服の下には様々な暗器や砂の入ったガラス瓶（土がなければ自身の星霊は機能しないため）が仕込まれている。
ゴーレムを生成し使役する他、粘着質の強い泥土を瞬時に生成するなどイスカからも一流の星霊使いと評されている。もっとも交戦したサリンジャーからは星霊術は一流止まりであり、それに頼る方が弱く、むしろ武術や体術を極めた方が全盛期のミラベアにも届き得たと評価されている。
貧乳が密かな悩みで度々アリスと自分の胸元を引き比べては溜息をついている。
主であるアリスを戦争を終わらせ世界を統一する女王になると心酔しており、自分はその右腕として支えることが夢。それゆえ、イスカの人柄を認めながらも、一介の兵士であるイスカにアリスが拘ることをあまり良しとしてはおらず独断でその仲を裂こうと画策したこともあるが、イスカが絡むと暴走するアリスを宥めるのに四苦八苦して、最後はイスカに苦労を押しつけることもある。
シスベルを救出するため帝国に潜入した際には警戒のあまり過剰反応を取るなど、イスカたちをヒヤヒヤさせている。
シスベルが囚われていた「エルザの棺」でイスカと共にケルヴィナを撃破した後、シスベルを絡め取ろうとした璃洒から庇う形で拘束されユンメルンゲンと共に帝都へと連れ去られる。帝都ではユンメルンゲンに乗せられたのか、盤上遊戯で勝負を行っており、疑問を感じながらも帝国の頂点である彼への対抗心から熱中しており、通信越しに状況を知ったシスベルから呆れられる。
シスベル・ルゥ・ネビュリス9世(Sisbell Lou Nebulis Ⅸ)
声 - 和氣あず未
ネビュリス皇庁の第3王女。アリスの妹。年齢は14歳。
過去に起こった事象を映像で再生する「灯の星霊」を宿している。その効果範囲は表向きこそ、半径300メートル過去20年以内の事象を映し出すというものだが、それはシスベル自身が流布した嘘で、実際は、半径3000メートル過去200年以内の事象を映し出すというもので、上記の嘘に惑わされた者たちの秘密を悉く網羅している。直接的な戦闘能力は愚か自衛能力すら皆無だが、こと情報戦に限って言えばその力は凶悪の一語に尽き、彼女には事実上隠し事や嘘は通用せず、王宮内の誰もが恐れている。また、過去に起きた砂嵐などの災害や大昔の生物の事象を召喚し敵の眼を眩ませるという唯一といっていい自衛手段を持つ。
実はイスカが脱獄の手引きをした魔女本人。皇庁内のある存在を知ってからは母親を除く実の姉たちすら含めた人間不信に陥り、最悪の事態を回避するための味方を欲するようになる。偶然再会したイスカに協力を要請するが、断られ悲嘆に暮れるも直後に仮面卿の襲撃や帝国の殲滅物体に捕獲されかけたところを結果的にせよまたも救われ、以来イスカには恋情に近い強い拘りを見せる。以降は図太いアプローチを繰り返してはミスミスや音々の殺意を買っている。
王女としての心構えは出来ているが、「女王の品格など二の次」という考えており、双方の全面戦争を阻止するためならば多少の色仕掛けをも厭わない。一方で恩人であるイスカには好意を寄せており、姉達と、特にアリスとは度々張り合っている。
恋愛小説を愛読し、そういった知識はアリス以上。その中には密かに購入したR18指定の小説もあり、持ち物検査によって露見し、母ミラベアによって制裁された。
皇庁で起きた帝国軍の侵略時に帝国軍に扮したヒュドラに捕らえられ、帝国の「エルザの棺」に送られ危うく被検体とされるところだったが、イスカたちの救出が間に合い事無きを得る。
その後、天帝ユンメルンゲンが現れ帝都に誘われたのを機に、かつて自分が帝国へと渡ったのは百年前の魔女誕生の秘密を探るためであったことを明かす。
宿した星霊とその力で王宮に潜む怪物の存在を知ってしまったがゆえに実の姉たちすら含めた人間不信に陥っており「自分が信じられるのは母だけ」と断言するほど頑なだが、自らを二度に渡って助けたイスカだけは例外となっている。護衛として行動を共にする中で第907部隊のメンバーへ対しても信頼を抱くようになる。ジンに対しても憎まれ口を言い合いながらも気に入っており、イスカに次いで自分の部下にしようと熱心に口説こうとしては音々やミスミスの女性陣から顰蹙を買っており、夜に二人の部屋に忍び込もうとして二人に捕まり説教を受ける。姉のアリスに対しては上記の理由から疑いを抱き、必要最低限の会話しかしようとしなかったが、皇庁で起きた帝国軍の侵略にて裏切り者が発覚して以降は疑いも晴れ、救出された後に通信越しで連絡を取ったときには自然に会話ができるようになった。しかしヴィソワーズとの会話でイスカとアリスが戦場で繋がりを持っていたことを知り、姉の態度からイスカに好意を抱いていることに気づいたため、イスカをめぐるライバルと認識したせいか、帝国領内で彼とデートしている写真を見せつけて挑戦的な態度を取る。

### 天帝国
俗称は「帝国」。高度な科学力と軍事力を有する世界最大の大国。星霊を宿した星霊使いを迫害し、敵対しており、100年間戦争を続けている。
天帝ユンメルンゲン
声 - 悠木碧
天帝国の首長にして象徴。表向きは九代目とされているが、その実、表舞台に出ていた天帝は全員が影武者でユンメルンゲンは百年前より一度として代わっていない。
その正体は銀色の狐の身体と人の貌という姿で明らかな人外であるばかりか帝国の頂点でありながら、禁忌であるはずの星霊の力を帯びている。声音を自在に変えられるらしくしわがれた老人の声の時もあれば、影武者の前ではボーイソプラノの若々しい声音となり砕けた口調で喋る。自らを「メルン」と呼んでいる。
かなり面倒臭がりな性格で八大使徒の勝手を困ったものだといいながら面倒臭いからと放置するなど大雑把だが、獰猛なまでの威厳もまた備えている。普段は帝都最奥の四重構造の塔の最上部「非想非非想天」にいる。実はそこで八大使徒が皇庁との全面戦争を起こさぬように睨みを利かせており、彼らとは始めから水面下で対立し互いに出し抜く機を窺っている。
政務などは八大使徒に任せている一方で星剣の担い手であるイスカを気に掛け、サリンジャーに帝国の機密書類を渡すなど作中一謎の多い存在。
実は始祖ネビュリスと同じく自力で「人と星霊の統合」に至った存在で星霊の力と星の防衛意思を備えている。それゆえ、人としての精神と星霊の精神がごちゃ混ぜになった状態。仮面卿のような扉を用いた空間転移をも行えることから、ネビュリス同様複数の星霊術の行使を行える模様。加えて星霊エネルギーの匂いに敏感で星霊が絡んだ出来事は大抵把握している。
常に退屈に飽いてるらしく、一人で帝国の外に出歩いた挙句サリンジャーと接触した時には、あの璃洒をも慌てさせている。
皇庁から戻ったイスカたちが極東アルトリア管轄区でケルヴィナの研究所に潜入したのを機に、その姿と正体を顕わにし燐を拘束してシスベルやイスカに帝都まで来るように誘い、消息を絶っていたクロスウェルも呼び戻してイスカたちを待つ。そこで捕らえた燐を相手に遊びつつ、シスベルを招いた理由は自らをこのような姿にした八大使徒を炙り出すためであることを明かす。
真の魔女となったイリーティアにより、八大使徒の壊滅後は無政府状態に陥った帝国を立て直すべくの新政権を発足させた。
八大使徒
声 - 土師孝也、岩澤俊樹、沢海陽子、坂田将吾、白鳥由里
帝国議会の最高権力者たちの総称。天帝から政務を実質任された存在でその正体も分かっておらず人前にも姿を現さない謎の集団。普段は帝都の地下五千メートルに存在する議事堂「見えざる意思」に引き籠っている。クロスウェルが皇庁よりも警戒していた存在。
イスカを反逆罪で投獄した一年後に釈放し純血種の捕獲を命じながら、彼の和平交渉という路線は端から眼中になく皇庁との全面戦争と魔女と魔人の殲滅に舵を切ろうとしており女王の捕獲作戦を画策している。
上記のように魔女と魔人の殲滅に踏み切ろうとしながら、裏では純血種の一角であるヒュドラと裏取引し、非人道な実験でオーメンを追われ投獄されたケルヴィナを使い、星霊を用いた実験を行って、ヴィソワーズやイリーティアなどの星霊との統合を果たした被検体を生み出し、殲滅物体に人造星霊である「カタリスクの獣」を組み込むなど、星霊の力を何かに利用しようとしている。
そもそもイスカに氷禍の魔女であるアリスの捕獲を命じたのも、実験途中で逃げ出したイリーティアに代わる純血種の新たな被検体を手に入れるためである。
しかし、ケルヴィナの隠し研究所を発見した挙句に、その研究成果諸共彼女を葬ったことで、彼が自分たちの思惑を大きく超えて知りすぎたと判断。ユンメルンゲンに気づかれぬ内にイスカの処断を決定する。
その正体は、肉体を持たぬ電脳体であり本来の肉体は百年前に捨て去っている。主君である天帝に対しては面従腹背であり、始めから水面下で互いの寝首を掻こうとしている。そもそも百年前の魔女誕生は彼らによる謀略であり、その目的は肉体を失った自分たちの器「巨星兵」の動力源となり得る星霊をも超えるエネルギーであり、そのために「星の中枢」を目指している。小説第12巻で、大星災との融合を果たし「真の魔女」となったイリーティアに全滅させられた。これにより、帝国の政治中枢は事実上崩壊し、無政府状態に陥った。
ルクレゼウス
八大使徒の一人。「優先はすべてに優先する」というロジックの持ち主で非情に合理的な判断をするが、反面傲慢かつ慢心家で神経質。
第二十一都グラスナハトのケルヴィナのアジトで「第79次報告書」を読み、自分たちの関与を知った璃洒とイスカたちを始末するため電脳体の姿を顕わにし、さらにそこへ保管していた殲滅機械（オブジェクト）の後継機にして肉体を失った自分たちの器である半霊半機「巨星兵」に憑依し襲い掛かった。
皇庁の星の要塞と同格の堅牢な装甲と星霊エネルギーの放射「星夜見」に加え、天帝に勘付かれることを防ぐため、星霊エネルギーを遮断する偽装結界「星の中枢」で覆うという万全の態勢で907部隊を圧倒するも、神経質な性格と露骨な演技から、星の中枢を支えているのが、四柱の「星晶」であることをジンに見抜かれ、砕かれる。それによって灯の星霊の力を解放されたシスベルが映した始祖の映像に気を取られ、致命的な隙を見せてしまい、それをすかさずイスカと璃洒が攻め、胸部を破壊され、動力源である星霊を閉じ込める檻が露出し、そこをジン、音々、ミスミスが銃で撃ち抜き檻を破壊されたことで巨星兵は沈黙。同時に器を失ったルクレゼウスも消滅した。
ヴィトゲンシュラ、エティエンヌ、アレーテン、プロメスティウス、ノヴァラシュラン、オーヴァン、ワイズマン
その他の八大使徒。ルクレゼウス同様、自らの正体を明かされた際に出現し、「巨星兵」としてイスカ達を追い詰めるが本体のルクレゼウスを倒した事により巨星兵の全機能が停止した。

#### 使徒聖
帝国の君主である「天帝」の直属護衛であり、帝国の最高戦力。作中では11人おり、かつてイスカも選ばれていた。
ヨハイム・レオ・アルマデル(Yohaim Reo Armdr)
声 - 榎木淳弥
使徒聖の現第一席。「瞬（またたき）」の騎士の二つ名を持つ帝国最強の使徒聖。細身の長剣を提げ甲冑とコートが一体化した専用の戦闘衣を着こんだ紅の髪の大剣使い。
寡黙な性格で女王の護衛を務める星霊使いを一切の物音なく倒し、ミラベアの風の結界を突破するほどに速さと力強さが、とてつもなく高い次元で均衡した機動力を体得した絶技を誇る剣士。
本来は天帝の傍に常に控えていなければならない立場だが、八大使徒の依頼で女王捕獲作戦のメンバーに選ばれ彼自身も「女王は自分が狩る」と積極的な意欲を見せている。
女王の間にてミラベアと対峙し、皇庁を全ての星霊使いの楽園とする彼女に対して下記の経験から、それは欺瞞の夢であると切って捨て世界は生まれ変わると宣言する。
その正体は皇庁出身の星霊使いでありながら帝国に寝返った裏切り者。イリーティアと同じく皇庁を変えるために国を裏切った。ミラベアに対しては「自分はあなたを知っていたが、あなたは自分を唯の敵としか見なかった」と哀れみと共に吐き捨てている。その特性を生かしてミラベアの「星霊使いを除いた敵を倒せ」という指令を与えられた星霊術を回避し懐へと入り込み、女王を庇ったイリーティアを斬り伏せ連れ去った。
実はイリーティアとは皇庁時代からの唯一無二の主従。彼女と同じく星霊が弱いために星霊部隊に入れず落第した自分に声をかけてくれた彼女に唯一無二の主君として忠誠を誓い、イリーティアも自分の唯一無二の騎士として真摯な信頼を寄せている。共に星霊至上主義に染まった皇庁のみならず、星霊使いを差別する帝国を破壊することを誓い合った。
冥（メイ）（Mei）
声 - 富田美憂
使徒聖の第三席。「降りそそぐ嵐」の二つ名を持つ野性味ある女兵士。機構Ⅴ師――無主地と呼ばれる未開拓領域に配属される帝国兵の中で頭角を現し、昇級した。非常に大雑把でざっくばらんな性格の女性。ネームレスとは一方的にからかって袖にされる関係。
小柄ながら二の腕は鋼のように引き締まり、自分よりも大柄で体重百キロ近い帝国兵を軽々と放り投げられる膂力、超人的な五感と動体視力を持ち、不可視のネームレスの気配を感知した挙句に、上空から放たれたキッシングの棘を視認できるほど。さらには、後述の重量兵器を常に担ぎながら歩き、跳び、走れるなど強靭な耐久力を誇る。その肉体は帝国の機密仕様らしい。
上記の天性の才能もさることながら、豊富な戦闘経験による状況判断も卓越しているなど正しく歴戦の戦士と呼ぶに相応しい実力を有し、本人もそれを自負している。
常に背に担いでいる艦載兵器の電子制御型36連機関砲「暴嵐荒廃の王（ルインドキング・ハリケーン）」は毎秒1000発の弾丸を発射し、その威力は炎、雷、氷、水、土といった障壁をも突破しあらゆる星霊使いを殲滅するというコンセプトで開発されている。普段は光学迷彩機能で不可視にしている。さらには上述の1000発の弾丸とは別に真の弾丸が存在するらしいが、詳細は現時点では不明。
帝国が星霊使いを迫害したという言い分をそういう彼らこそが自分たちただのヒトを見下しているとネームレス同様敵愾心を抱いている。それゆえ、星霊使いをただ生まれ持った星霊の強さだけで大した努力もせず楽な思いをしてきたと曲解している面もあり、交戦したキッシングに対してはその感情が浮き彫りとなっているなど、上記の大らかな性格に反して基本的にはネームレス同様に思想的にはレイシストである。
上昇志向はかなり強く璃洒にどうやったら天帝は自分を第一席にしてくれるのかと冗談交じりに聞いている。
皇庁襲撃ではキッシングと交戦する。持ち前の身体能力と反射神経でキッシングの棘を防ぎ、「暴嵐荒廃の王」による一斉射撃で手傷を負わせるも仕留めきれず、真の弾丸で迎え討とうとするもグロウリィの化身獣に水を刺され不発に終わる。その後、キッシング自体が撤退したため、自らも合流したネームレス同様退いた。
マグナカッサ・ガンファイト(Magnacasa Gunfight)
声 - 速水奨
使徒聖の第四席。機構司令部局長。女王捕獲作戦のメンバーに選ばれる。使徒聖になる前は指揮発案能力に優れる軍人である。
女王捕獲作戦では本国に残り作戦の指揮を執った。
璃洒・イン・エンパイア(Risya In Empire)
声 - 竹達彩奈
使徒聖の第五席。天帝の参謀。あらゆる分野で才能を発揮する万能の天才。ミスミスと士官学校の同期で仲が良く、いろいろと可愛がっている。
普段こそ気さくなお姉さんという風情だが、底知れぬ腹黒さと冷徹さも持っており、無理無謀な命令を笑顔と正論でゴリ押す上、第907部隊を平然と囮に使うなど、ジンからはまるで信用されていないどころか警戒さえされている。帝国と皇庁の二重国籍を持ち監獄のガラス壁を手も触れずに破壊するなど良くも悪くも謎が多い女性。
使徒聖に恥じない高い戦闘力を持ち、3巻で人為的に超人を製造するというコンセプトで作られたネームレスを模した光学化スーツを身に着け、皇庁の十三州「アルカトルズ」でサリンジャーを逃がした後に時間稼ぎのためアリスと交戦したことからもそれが窺える。その後、帰還した彼女に当のネームレスは「そもそもお前にそんな玩具は必要ない」と評されていることからも底知れない実力を未だ隠している節が見受けられる。
八大使徒から何らかの実験を依頼されている模様だが、詳細は不明。
本来なら使徒聖でさえ御簾越しの謁見しか許されぬユンメルンゲンの正体を知るなど、主君からはかなり重用されており、彼に対して下記の女王捕獲作戦に腑に落ちないことがあると物申している。
女王捕獲作戦のメンバーにも選ばれ仮面卿と対峙する。その際、帝国領の星脈噴出泉から確保した「紡」の星霊の力を保有していることが明らかとなった他、「四回目の二十二歳」であると謎めいた発言をしている。「紡」の星霊は星霊エネルギーの糸を自在に操り、首や体に巻き付け拘束するなどの暗器にも使える他、蜘蛛の巣状に張り巡らせる力を持ち星の第四世代型に属する星霊。
なお、星霊の力を保有しているのは人体に星霊を付着させる実験の結果であり一時的に星紋と星霊術を付与するが、一週間が限度。研究所から脱したイスカたちの前にユンメルンゲンと共に現れ燐を「紡」の星霊で拘束し、彼らに帝都まで来るように命ずる。
しかし、ユンメルンゲンの空間転移は彼を含め二人が限度だったため、彼女一人が残されイスカたちに同行もといエスコートすることになり、当然シスベルからは警戒される。
またミスミスが魔女化していたことは始めから承知しており、むしろミスミスのような事例は過去にもあり意に介してはいなかった。
はじめから八大使徒にはその造反の証拠を握るために協力しておりグラスナハトでそれを掴んだ結果、その一人であるルクレゼウスと敵対交戦し、イスカたち第907部隊にシスベルと共闘して撃退する。
ネームレス(Nameless)
声 - 笠間淳
使徒聖の第八席。「神の見えざる手」の二つ名を持つ、頭部から足先までを帝都の制圧兵器研究機関が作り出した光学迷彩衣装に身を包んだ男。帝国の刺客部隊である機構第Ⅵ師から昇級した。格闘技術（サイレントキリング）の達人でアリスの鋼を上回る強度の氷を容易く破壊するほどの尋常ならざる膂力と銃弾並みに加速した氷の投槍をつかみ取り、グロウリィの化身獣を振り切るほどの機動力を有するなど、獣すら超える動体視力と身体能力の持ち主。
左腕は義手で対星霊擲弾となっている。
徹頭徹尾任務の遂行のみを優先し捕虜に取られたミスミスを始めとした同胞の命すら意に介さないなど冷徹なまでに合理と効率を尊ぶ人物である一方、星霊使いを徹底して「魔女」「魔人」「バケモノ」と過剰に蔑みアリス達純血種を「王族気取り」と見下す上、皇庁の三血族が王位争いをする様を、自分たち使徒聖や八大使徒などの蹴落とし合いを棚に上げて「しょせんはバケモノはバケモノ」と嘲るなど帝国の今の思想を具現化したようなレイシスト。それゆえ、使徒聖でありながら魔女を脱獄させたイスカを裏切り者と蔑み信用してはいない。
女王捕獲作戦のメンバーにも選ばれ、ゾア家当主グロウリィと対峙する。グロウリィの化身獣により左腕と右腕を再起不能にさせられるも、上記の義手に仕込んだ対星霊擲弾で化身獣の動きを阻害した一瞬の隙をついて撤退した。
その後は再起不能になった右腕の治療をニュートンに任せるが、楽しそうな彼に辟易している。
スタチュール(Stchul)
使徒聖の第九席。「天獄」の二つ名を持つ巨漢の使徒聖。
帝国が捕獲した魔人や魔女を繋ぎとめている地下の獄「天獄」の門番。
身長二メートルを超える上背に、隆々と膨れ上がった筋肉の鎧に覆われた男。過剰なる熱量変換故に摂取物から得られる熱量の変換効率が、常人の十倍以上であるがゆえに常人と同じ食事をとると栄養のとりすぎで肉体が無尽蔵に膨れ上がる上に鍛錬も常人が鍛えるのと同じようにすれば鍛えすぎで肉体が自壊するために必要としない、あらゆる薬物（ドーピング）を凌駕する筋肉成長作用を持つ。
その肉体と極寒の天獄故か外の暑さに辟易している。
サー・カロッソス・ニュートン(Si Karossos Newton）
声 - 杉田智和
使徒聖の第十席。「オーメン」の二つ名を持つ帝都第三セクターに存在する兵器開発部局の研究室長。
いかにもな研究者という風情の白衣を纏った壮年の男性。兵器開発部局において、もっとも不健康な研究員として知られている。最上位戦闘員たる使徒聖の中で例外的な非戦闘員であり、どういう経緯で使徒聖へと昇格したか不明。
研究者として相応の知的好奇心こそあるが、目を掛けていたケルヴィナほどタガは外れていない。
4巻にて皇庁側から売られたシスベルを狩るため、スタチュールから天獄に実験用に搭載された兵器「殲滅物体（オブジエクト）」を借り受け、彼女のいる独立国家「アルサミラ」に投入した。
後に皇庁侵入と女王捕獲作戦にも身を投ずる。
ガルガンリィ(Gargnly)
声 - 興津和幸
使徒聖の第十一席。イスカの後任に当たる機工士で「不在（ノーヒア）」の二つ名を持つ。女王捕獲作戦のメンバーの一人に選出される。

#### 一般兵
ミカエラ
声 - 山根綺
璃洒の友人で司令部の統括医療チームに従事している女性。専門は医療法（メディカル・リーガル）で、医療従事（コ・メディカル）チームの指導を主任務としている。
堅物な性格で使徒聖ながらちゃらんぽらんな性格の璃洒にも容赦なく不備を糾弾する。過剰任務を強いられていた907部隊に60日間の休暇を命じた。
璃洒にある薬を処方しているらしいが、詳細は不明で璃洒自身にも口止めされているほど重要な薬らしい。
ニュートンの助手も務めているが、態度は璃洒に負けず劣らず辛辣である。
ピーリエ・コモンセンス
帝国の隊長を務める女性士官。ミスミスの一つ年下の21歳。
眼鏡をかけた黒髪で生真面目そうな雰囲気で、帝都の上流家庭出身のためか清楚な身だしなみのお嬢様という感じだが、エリート意識からくる強い上昇志向の持ち主で、上から目線な言葉遣いが目立つ。帝国司令部に入って出世コースに乗ると公言し、隙あらば幹部軍人に頼み込んでいることで有名。
しかし兵士としての能力は地味の一言で、運動能力は平均未満、射撃や機械操作も苦手などダメな兵士という部分がミスミスと良く似ている。そのため自分と似たダメ兵士ながら、使徒聖である璃洒から可愛がられているミスミスに一方的にライバル意識を抱き、何かと張り合ってくる。出世のために幹部に賄賂で取り入ったり、ミスミスを蹴落とそうと躍起になっているが、空回りな結果に終わっている。
トリーズ
声 - 衣川里佳
皇庁に潜入している帝国の暗殺者。アリスリーゼの部下と偽って、近づくが見破られてお得意の拳銃と爆弾を用いて暗殺を仕掛けるが最後は返り討ちに遭い逮捕、拘束された。

#### その他の天帝国の人物
クロスウェル・ネス・リビュゲート
声 - 鳥海浩輔
通称「黒鋼の剣奴」の二つ名を持つかつての使徒聖筆頭にして帝国最強の剣士。イスカとジンの師匠で星剣の前任者。普段は無口で無感情で気だるげな視線の男だが、常にあらゆる不都合を想定《シミュレート》する癖を持ち、イスカにも戒め、何をするにも確実に成功する手段で、確実が見込めないなら時を待てとも助言するなど思慮が深い人物。
後継者に選んだイスカのことを今までの後継者候補の中で「一番見込みがなかった」と評しながらも「自分に一番似ていたから」とも評していた。
「星剣こそが世界を"再星"する唯一の希望だ」など意味深な言葉を残して消息を絶った。
また帝国の最高意思決定機関である八大使徒を皇庁や星霊使いよりも毛嫌いしイスカとジンにも連中には心を許すなと忠言するほど。
主君である天帝を呼び捨てにした挙句ぞんざいな対応をするなどふてぶてしい人物。しかし弟子のイスカに天帝に会いに行くよう伝える際に悪人ではないと語り、その人柄は信用している。
実は始祖ネビュリスの弟で本来の名をクロスウェル・ゲート・ネビュリスといい、上記の名前は簡単なアナグラムに過ぎない。つまり始祖と並ぶアリスたちネビュリス王家の遠い先祖に当たる。また彼自身も姉たちと同様に百年前の星脈噴出泉により星霊と大星災に憑依された始まりにして高位の星霊使いであり、それによって姉やユンメルンゲン同様に百年もの時を永らえている。姉たちが皇庁を築く一方で自身は帝国につき、始祖である長姉エヴと決裂。星霊使いである自分たちでは星霊を超える大星災を倒すことはできないと悟り、大星災に立ち向かえる普通の人間に星剣を託すことを決める。
長らく消息不明だったが、ユンメルンゲンがイスカたちを帝都に誘ったのを機に、彼に呼び戻される。イスカたちが八大使徒のルクレゼウスを倒した後に帝都にて再会し、イスカにユンメルンゲンと会うよう告げたあと、目覚めた姉を止めに向かった。
ケルヴィナ・ソフィタ・エルモス
声 - 小松未可子
極東アルトリア管轄区の廃墟と化した研究所の地下にある研究房「エルザの棺」の女研究者。
かつては帝国軍星霊研究機関「オーメン」の研究主任でニュートンからも逸材と評される天才であったが、倫理観が著しく欠如したマッドサイエンティストで自宅を改造したラボで平然と人体実験を行い、国家反逆罪で天獄へと投獄されたが、その才覚に目を付けた八大使徒により脱獄。上記の研究房「エルザの棺」でヴィソワーズやイリーティアといった「大星災」を移植し星霊との人工的な統合を果たした「魔女」や人造星霊「カタリスクの獣」を生み出した。
彼女は帝国司令部のように星霊使いの殲滅など望んでおらず、彼女にとって他者とは被検体になり得るか否かの二通りしかなく、己の知的好奇心と実験のことしか頭になくシスベルやジンからは露骨な嫌悪を買った。
そのおぞましいまでの知的好奇心は己自身をも被検体にするほどで、それによりヴィソワーズに酷似した変身能力である悪星変異「カタリスクの天使」を獲得しており、ヴィソワーズのように髪が硬質化し、肉体が曇りガラスのような半透明となり、背には黒い突起物が幾つも隆起し歪な翼を形成した異形の姿となる。ヴィソワーズと同じく星炎を操り、突起物からは星霊エネルギーを放出し、空間転移とも異なる転移現象「光転移《リープ》」能力を持つ。ただし空間跳躍するまでの時間制限《インターバル》が九秒かかり、星霊エネルギーによって拘束されると移動はできない。
また、生まれつき星霊を宿しているわけではないので強引な魔女化に時間がかかり、過去三回における試行による平均は六分二十九秒である。
上記の力でシスベルを助けに来たイスカと燐を圧倒するも戦闘経験の無さと魔女となったことで星霊使いの燐の執念を軽んじ、彼女が予め作り向かわせていた巨大ゴーレムにより全身を拘束され光転移を封じられ、イスカに翼を切り裂かれ、星霊エネルギーが保管された機械炉の内部へと落下。彼女の中の「大星災」の因子にとって星霊エネルギーは相容れない猛毒であったため拒絶反応を起こして肉体が崩壊して果てた。

### ネビュリス皇庁
「星」が持つ未解析エネルギーである星霊を宿す星霊使いたちが建国した国。自分たちを迫害してきた帝国を憎悪し、帝国の打倒を掲げており、100年間戦争を続けている。
ネビュリス皇庁を建国した始祖の魔女ネビュリスの直系の星霊使いは「純血種」と呼ばれ、強力な星霊を宿しており、帝国から警戒されている。初代女王の三人の娘たちの末裔に当たる現女王のルゥ家と過激派のゾア家と中庸のヒュドラ家の三血族から成る。
始祖ネビュリス
声 - 桑島法子
フルネームはエヴ・ソフィ・ネビュリス。「時空星霊」とも呼ばれる最古にして最強の星霊を宿した少女でネビュリス皇庁の創始者（正確には彼女の双子の妹アリスローズが創始した）。クロスウェルとは実の姉弟で彼を愚弟と呼ぶ。
百年前、帝都を唯の一人で火の海に変えた「大魔女」と恐れられた伝説の魔女。赤銅色に日焼けした肌と真珠色の髪が印象的な少女で十二、十三の少女。サリンジャーがいうところの「人と星霊の統合」に自力で至った存在で星霊の力と星の迎撃意思を備えている。
当然表向きは既に故人とされているが、実際はその強大な星霊の力で時間の流れさえ遮断し上記の少女の姿のままネビュリス王宮の地下で眠り続けていたが、アリスの星霊とイスカの星剣に共鳴する形で覚醒する。
しかし、その思考と意思はゾア家すら生温く思えるほどの破滅的な憎悪に支配されており帝国を滅するという恩讐に固執し、そのためなら中立都市に災禍をもたらし、同胞の星霊使いすら傷つけることも厭わない。その圧倒的な暴威で暴れ回るもアリスの氷花とイスカの星剣によって再び眠りにつき王宮の地下へと戻っていった。
その星霊の力は強大で、星紋が翼として具現化するほど。本来星霊が干渉できる事象は一つ切りのはずのところを炎、氷、土、風などを自在に操り空間破壊すら可能など全てが桁違い。
実は中立都市への暴虐は本意ではなく覚醒しかけ故に星霊のコントロールが利かなかった結果。それでも弁明せず、アリスとイスカと戦ったのは皇庁と帝国という相反する立場でありながら、共にいる二人を裏切り者としてどの道赦す気はなかったからである。その気になればいつでも二人を仕留めることは容易だったが、その相反する立場を超えて遂には己の星紋に届かせた二人に我知らず感じ入り、ひとまずの敗北を受け入れ再びの眠りについた。
いまだ憑依された大星災に蝕まれており眠っていたのはそれを押さえ込むためだったが、再び覚醒し再度帝国を滅ぼすために帝都へと赴く。
ネビュリス1世（Nebulis I）
始祖ネビュリスの双子の妹で実質的な皇庁の建国者であり初代女王。本名はアリスローズ。
姉や弟クロスウェル、ユンメルンゲンとともに百年前の星脈噴出泉により星霊と大星災に憑依された始まりにして高位の星霊使いの一人。彼女が産んだ三つ子の娘が後の「ルウ」「ゾア」「ヒュドラ」の三血族の祖となった。

#### ルゥ家
ミラベア・ルゥ・ネビュリス8世(Miraber Lou Nebulis Ⅷ)
声 - 久川綾、上坂すみれ（王女時代）
ネビュリス皇庁の現女王であり、アリスの実の母。彼女自身もアリスに及ばずとも一流の星霊使いで「風」の亜種である「大気」の星霊を宿す。風を操るのではなく、より大規模な空気そのものを操作するなど事実上「風」の星霊の上位互換に相当する星霊で普段はその強大に過ぎる力を厚地の上着部分で抑えている。
ゾア家ほどではないが、彼女も帝国を自分たちを不当に迫害した蛮人と決めて掛かり、彼らとの戦いと打倒という思想に偏っているため和平は頭にはない。アリスが帝国の画家のフォトブックを集めることも苦々しく思っている（漫画版では燐に全て焼き払うよう命じている）。次期女王にはアリスをと堅く決めているがゆえの配慮でもある。
皇庁を星霊使い全ての楽園と称するも実の娘であり生まれながらの敗者と自称するイリーティアと襲撃してきたヨハイムからは否定されている。
女王としては厳格だが、母親としては親バカな面もあり、娘のアリスに縁談を持ち掛けたり、その縁談を断る口実にアリスがイスカの正体を伏せたうえで偽の彼氏として報告した際には娘に彼氏ができたことを喜び、大々的に宣伝しようとしてアリスを絶叫させた。
若い頃は強力な大気の星霊も然ることながら暗殺術や格闘術にも優れる過去最強の女王候補と目される星霊使いであり、「静寂の風」のミラの二つ名で恐れられた。当時の彼女は無表情かつ無感情に敵を屠り、グロウリィからは「戦闘機械（オートマタ）」と評されていた。実はかつて大罪人のサリンジャーを一蹴してしまう実力の持ち主であった。彼とはアリスとイスカのようなライバル関係だったが、ヒュドラの策略で女王を彼が襲ったと勘違いし関係は破綻。今現在はそれを過ちであったと自嘲している。
皇庁襲撃で使徒聖一席のヨハイムと交戦するも星霊術に命じた「星霊使いを除け」という指令が仇となり星霊使いであったヨハイムの接近を許し切り捨てられるところを娘のイリーティアに庇われ、負傷とその光景に失神して敗北した。
戦後は襲撃の責任を問われるなど政治的に窮地へと立たされる。アリスから帝国による侵略がヒュドラ家の陰謀であることを告げられ、アリスを女王代理として任せ、彼女と共に状況の立て直しを図る。就寝のときもアリスと共にしているが、彼女が枕の下に隠していた端末から、別荘で撮影されたイスカのシャワーシーンの映像を見つけてしまい、娘が異性の裸を盗撮し、毎晩視聴していたと愕然とし、没収しようとするもアリスの必死の抵抗にあい、取り返される。その際、イスカの正体を知らないためか、アリスより年下の少年の裸の魅力を力説し共感を示すなど、若干自らの性癖も暴露してアリスを戸惑わせた。
イリーティア・ルゥ・ネビュリス9世(Elletear Lou Nebulis Ⅸ)
声 - 沢城みゆき
ネビュリス皇庁の第1王女。年齢は20歳。アリスを凌ぐ抜群のスタイルを誇る美女で、二人の妹が拘るイスカの存在に強い興味を示している。しかし、その内面は今ある皇庁を根本から壊したいという憎悪に満ちており、かつて帝国にも渡った人脈を活かして皇庁侵攻を手引きする。
「声」の星霊を宿しており、過去に聞いた者の声を再現できる。しかし声真似のようなものであるため、戦闘には元よりシスベルのような証拠能力としても使い道がなく、家臣たちも本人も役に立たぬ星霊と評しているが、これによって女王の間の爆発の瞬間に仮面卿の声を真似ることで疑惑をゾア家に向かわせるなど、権謀において大きな効果を発揮する。また、星霊が弱い分、知略と謀略に長け、星霊の弱さから歯牙にもかけていなかったグロウリィすら唸らせるほどの老獪さを20代で持つに至り、イスカからは八大使徒を想起させ、皇庁の者からは「強い星霊以外の全てを持つ」と評された。
しかし宿した星霊があまりにも弱いことで、第1王女でありながらも女王即位候補から外され、さらには強い星霊を持つ母や妹たちと常に比べられたため、コンプレックスが肥大化。上記の高い知性と社交性は死に物狂いの努力の賜物であるが、それが認められ省みられることはなく人知れず涙を流していた。一方で家族に対する愛情は確かに在り、実際シスベルを害すことを仄めかしたヴィソワーズには静かな怒気を顕わにしたが、それでも自分だけが家族の中で仲間外れという自嘲と疎外感はどうしても拭えず、「星霊使いの楽園」という皇庁の謳い文句も、星霊の強弱のみにより全てが決まることは逆に差別をしていると否定し、文字通り自らの全てを賭けて皇庁そのものの破壊を目指すこととなる。
その目的のため自ら望んで帝国の被検体となり、ケルヴィナの研究房「エルザの棺」にて「被検体E」として「大星災」の移植や投薬などの人体実験を受ける。これにより神星変異と呼ばれる変身能力を身につけ、ヨハイムの刃すら物ともしない再生力とゾア家当主グロウリィすらも拘束するほどの強大な力を得る。また、「大星災」の侵食により、身体が水分摂取を拒絶するなど人の身から外れつつあり、さらに近い将来には呼吸すら必要なくなるだろうと自ら述懐するものの、それを心地良いものと感じ、その変化を受け入れている。
星霊こそ弱く当初こそ八大使徒やケルヴィナからは失望されるも、その反面、「大星災」との適合率は異様に高く、濃度五十一パーセントの大星災の投与を行いながらも未だ自我を保ち、自力で星霊との統合を果たした始祖や天帝と並ぶ、「人と星霊の統合」の完全適合者となるなど、既に施術した帝国すらもその後の変化に予測がつかない。それ故、八大使徒やケルヴィナは彼女を処分することを決めるが、イリーティアは朦朧とした意識ながら、投与された「大星災」がそれを聞いており、処分される前に朦朧とした意識の中で脱走した。
帝国による皇庁襲撃前には、ルゥ家の失墜を企むヒュドラ家と手を組み、かつ帝国の内通者としてアリスやシスベルを皇庁から遠ざけるなど、皇庁襲撃の前準備を行い成功させる。実際の襲撃時にはヨハイムと交戦する母の元へと赴き、母を庇う体で刃に掛けられた後にヨハイムによって連れ去られることで、内通者の疑いから自らを外す。その後、神星変異を行い、ゾア家当主グロウリィへ不意打ちを行い拘束。帝国へ新たな研究材料として提供しつつ、自らも帝国へと向かい、その目的の一致から八大使徒と再度手を組むこととなる。
自分を斬ったヨハイムとは互いに星霊が弱いために爪弾きにされたことから唯一無二の主従として互いに信頼を寄せ、共に皇庁と帝国を破壊し、新たな楽園を目指すことを誓い合った仲で彼にだけは心からの笑顔を見せている。
シュヴァルツ
声 - 浦山迅
執事姿の初老男性。シスベル付きの執務官。かつてはミラベアの教育係でもあった老傑。護衛を兼ねている燐とは違い彼の星霊は戦闘に不向きで主に隠密に優れている。シスベルが信頼できる数少ない直属の部下。
シスベルの王宮帰還を実現するため、一人中央州へと戻り女王への謁見を望むが、その寸前でヒュドラに捉えられ、彼らの研究所である「雪と太陽」に捕虜として拘束されるが、当研究所を襲撃したサリンジャーにヒュドラへの嫌がらせとして解放された。
その後ルゥ家のもとに戻り、女王に経緯を説明する。燐がシスベルの救出に帝国に向かっているため、代わりにアリスの補佐を務める。アリスとシスベルの通信から、帝国兵であるイスカたちが帝国内部でもシスベルに協力していることに驚き、彼らの義理堅さに帝国人ながらも感心する。しかし、シスベルがイスカに好意を抱いていることについては相手が帝国人だからと否定しており、彼女の恋愛感情には気づいていない。
ミーフォ・メーシャット
声 - 田中美海
「変装」の星霊を宿した少女。ミラベラ女王の側近。イリーティアの部下。
梓（キササゲ）
声 - 河村梨恵
女性の星霊使いで燐と同じく王宮守護星出身の護衛。ワーヴィックとは同期で彼と同じく隠密能力の星霊保持者で常に待機している。
ワーヴィック
声 - 藤澤奨
男性の星霊使いで燐と同じく王宮守護星出身の護衛。キササゲとは同期で帝国軍の最新光学迷彩を上回る隠密能力の星霊保持者で常に待機しているらしい。
ユミリーシャ、アシェ、ノエル、システア、ナミ
声 - 長谷川玲奈（ユミリーシャ）、立花日菜（アシェ）、徳井青空（ノエル）、小坂井祐莉絵（システア）、来栖りん（ナミ）
ルゥ家の別荘で働く使用人の少女たち。全員が星霊使いではあるが、攻撃的な星霊ではない。ただしユミリーシャの特定の対象に伝言を託す「共鳴」の星霊を筆頭に緊急時に即した星霊を全員が宿している。
なし崩し的に別荘に招かれたイスカたちをイリーティアの命だからと歓待するも、当然内心は険悪この上なく隙を見せた瞬間に懐からナイフを取り出して襲い掛かって来そうだとイスカたちに思わせた。
しかし、シスベルが攫われた際のイスカたちの誠実な態度と言葉に一端は信用すると決めルゥ家の隠れ家（セーフハウス）へと第907部隊を招いた。

#### ゾア家
仮面卿オン (On)
声 - 緑川光
フルネームはオン・ゾア・ネビュリス(On Zoa Nebulis)。仮面をつけた黒服の男。皇庁の過激派にしてタカ派の代表的存在ネビュリスの純血種ゾア家の当主代理にして参謀。空間を渡る「扉」の星霊を宿した魔人。
いかにも紳士的な物腰と口調の持ち主だが慇懃無礼でその内には激しい帝国への敵意と怨念が満ち満ちており現女王の体制を緩すぎると公言して憚らず帝国との全面戦争こそが星霊使いの悲願だと断言するなど皇庁の憎悪を具現化したような男。更に星紋は姪のキッシングと同じ目に宿っている。
策謀と奸計に富み、シャノロッテなどのスパイを帝国へ士官学校から潜入させて隊長格まで昇格させ、有力なスパイを潜ませるなど気長かつ慎重な策を取り、上記の星霊の特性から奇襲と不意打ちを得意としているなどあらゆる意味で一筋縄では行かない人物。
ただ上記の恩讐が強すぎるがゆえにシスベルが帝国兵であるイスカを招き入れようとしたことを政敵であることを考慮したとしても一切の弁明も聞かず裏切りと断定したり、敵を始末する際にも過剰な恨み節が端々に顕れていたりと非合理的な判断や言動による失敗も目立ちジンからは「頭の回転は悪くないが空回るタイプ」と批評されている。
聡明で合理的かつ明晰な分析力を持ちながらも最終的には非合理な恩讐を優先するなど根は非常に激情的な人物であり、それは皇庁襲撃後に国が疲弊している中、すぐさま報復を主張したことからも窺い知れる。
イリーティアの奸計により女王の間爆破の嫌疑を掛けられ一時的に拘束されるも、それすらもゾア家が一気に上り詰める好機と捉える。
皇庁襲撃にて璃洒と対峙しお互いに腹を探り合いながら刃を交わす。
争乱の終結後、当主グロウリィが捕虜になったことから、ここぞとばかりに女王の不明を責めたてながらも当主不在では分が悪いと踏み一旦は引き下がる。その後の会議で報復として帝国全土へ総攻撃をかけるべきだと出張し、挙句に新たな指導者として始祖の復活を提案する。女王からは覚醒の方法が確立されていない上、中立都市での暴虐を理由に却下されるも水面下で目覚めさせようと画策している。
また確証こそないが、彼もまたヒュドラの裏切りを勘付いており、当人たちを前にして、始祖の目覚めを仄めかしてあからさまに恫喝した。
始祖ネビュリスが目覚め帝国に向かうという事態に帝国打倒の好機と判断し、キッシングを始めとするゾア家の精鋭を率い帝国への襲撃に向かうも、そこで星災を取り込み怪物化したイリーティアと遭遇。怪物化した彼女に微かな哀悼を抱きながら討伐を試みるも、彼女の進化した歌の星霊によって精神を侵され昏睡状態に陥る。その際キッシングだけはかろうじて守り抜いた。
キッシング・ゾア・ネビュリス9世(Kissing Zoa Nebulis Ⅸ)
声 - 小原好美
眼帯をつけた黒髪の少女。年齢は13歳。ゾア家の秘蔵っ子で仮面卿をしてアリスをも超える逸材と評される星霊使い。事実、王宮守護星との模擬戦でも圧倒的な戦績を修めている。「棘」の星霊を宿し産み出された無数の棘は刺したものを全て分解し消去するばかりか分解したものを再結合させることが可能。それを鞭のように連結させて広範囲縦横無尽に攻撃する。ただ星霊使いとしての技量と練度はアリスには未だ及ばず、大技を使う際に標的の指定といった細かなコントロールが利かない。また、星紋が目に宿っており、星霊エネルギーを視ることができる。
基本的に無口で口調もたどたどしい。仮面卿の命令を忠実にこなしている。ただぬいぐるみが好きなど趣味は年相応。
仮面卿からかなり殺人的な訓練を施された結果、分解したミサイルを再結合して爆発させつつ、その威力を分解して自らに爆発のダメージが及ばぬようにするなど自爆同然の絶技をこなす。
星脈噴出泉を巡る紛争でも投入されイスカとも交戦するが、上記の大技を使う際の欠点や経験値不足を突かれ敗北した。
皇庁襲撃にて冥と交戦状態に入る。その際には毎秒四十発で飛来する超高速の弾丸すべてを同数の細い棘で狙撃するなどイスカとの交戦時とは比較にならぬほど星霊使いとしての練度が上がっている。だが実戦経験の少なさから冥の「暴嵐荒廃の王」の一斉射撃により手傷を負い、イスカとの交戦時には感じられなかった自分たち星霊使いへの憎悪を学び、本気で彼らを殲滅しようとするもオンからの指示でやむなく撤退した。
始祖ネビュリスの目覚めに伴い、仮面卿と共に帝国への襲撃に向かうも、怪物化したイリーティアに仮面卿と自分以外のゾア家の仲間たちを殲滅させられ、ショックでしばらく抜け殻のような状態となり、かつて交戦した冥を前にしても虚脱状態となっていたが、イリーティアへの復讐を誓い脱走騒ぎを起こしてイスカを呼び出し交戦。自分を制圧してみせたイスカに降伏を宣言し、イリーティアへの報復のための協力を希った。以降はイスカやアリス達と行動を共にし、共に星の民の住処にも同行している。
冥を始めとする帝国人に対しては隔意を抱いているが、降伏をしたイスカに対してだけは従順であり、彼の役に立たなければと彼に全面的に協力する姿勢を見せる。また、星霊使いの自分にも気遣いを見せるイスカに甘える素振りも見せ、イスカにおぶさり続けてアリスから咎められた際もアリスに張り合う姿勢を見せた。また、反目しあっていた冥ともエイドスという強敵を前にイスカからの指示ということもあって、共闘を演じて見せた。
グロウリィ(Growley)
声 - 子安武人
ゾア家当主にして特殊な逆襲型の「罪」の星霊保持者。車椅子の老人。帝国軍の負傷によって両足が動かない身ながら未だに眼光に宿る怨念は衰えていない。
その一方で現女王の手腕に不満はないといい、ルゥ家と対立する傍ら、ヒュドラ家の陰謀にも感付くなど基本的に聡明である。
ヒュドラ家に嵌められる形で帝国の襲撃を受けるも戦場に立つことが叶わなくなった身に、怨敵の方から自らの元へやって来たことに歓喜に等しい昂揚を抱きネームレスと対峙する。
保有する「罪」の星霊は、先制・再犯・兵器・無勢・破壊・虚偽・裏切りという七つの大罪を敵が術者であるグロウリィに対して行うことで発動し星霊エネルギーの化身「化身獣《アバター》」が出現する。その本質は呪いそのものとすら言え、触れるものを浸食する。その力でネームレスの左腕と右拳を蝕んで無力化した。上記の罪を敵が犯せば犯すほどに増殖し巨大化する。その形はケルベロス、獅子、巨人など様々。おまけに相手の物理干渉を一切受け付けないばかりか逆にこちらからは物理に干渉できるという反則級の凶悪さを誇る。
圧倒的な力でネームレスを退けた後、シスベルを連れたヴィソワーズを抑えるも、神星変異「被検体E」としての姿と力を発現させたイリーティアに不意打ちもあって敗れる。その結果、拘束されて帝国へと新たな被検体として引き渡される。
シャノロッテ・グレゴリー
声 - 小清水亜美
温和な女性で間延びした口調で喋る。帝国の機構Ⅴ師第一〇四部隊の隊長でミスミスの同期で友人だが、その正体はゾア家の派閥に属する皇庁のスパイで星脈噴出泉（ボルテックス）に近付いた帝国部隊を捕虜にしていた犯人。「雷」の星霊保持者で術の発動が極めて早い上に帝国兵としても習熟した技能を持つ。
本性は極めてサディスティックで正体を顕わにした途端、友人であったミスミスを雷の星霊術で甚振り拘束した挙句に溜め込んでいた恨み辛みを発散するなど典型的な過激派ゾアの信望者。
ヒュドラの研究所「雪と太陽《スノウ・ザ・サン）」での戦闘を衆目の中で偵察する中でミスミスと図らずも再会。捉えようとするも衆目に紛れられ取り逃がした。
始祖ネビュリスの目覚めに乗じて帝国への襲撃を企てた仮面卿に便乗して、別行動で連絡を取っていたが、イリーティアによってゾア家のメンバーが全滅させられ、それ事実を知らないために帝国軍に負けたと思い込み、ゾア家を始めとする王族たちに対して失望し、帝国軍を道連れにするという破滅願望を抱き始める。

#### ヒュドラ家
タリスマン (Talisman)
声 - 置鮎龍太郎
フルネームはタリスマン・ヒュドラ・ネビュリス（Tarisuman Hydra Nebulis）。ネビュリスの純血種ヒュドラ家の当主。「波濤」と「暴虐」（本人としては後者は本意ではないらしい）の二つ名を持つ魔人。格調高いスーツに身を包んだ際立つ体格の壮年の男性。表向きは女王やルゥ家に恭順し中立的な立場を取っているが、ゾア家を追い込む形でルゥ家を追い込む面従腹背であり良くも悪くも老獪な人物。敵と対峙した際にもそれは際立っており、のらりくらりとした会話を続けながら確実に敵を葬る攻撃を繰り出すなどイスカをして詐欺師と評される。
イリーティアと共謀し敵である帝国を皇庁に招き寄せルゥ家とゾア家を排除せんと企むなど仮面卿に比べると柔軟な判断力もある。その真意は星の中核（コア）に至るには帝国の力が不可欠であるかららしいが、詳細は不明。帝国では八大使徒と共謀関係にある。
「波」の星霊保持者で不可視の力学エネルギーを波動として放出する。さらに彼の場合はそのエネルギーを物理的な加速度に転換することで拳にかすめただけで肋骨と内臓がバラバラになるほどの破壊力を付与する。また、体技のレベルも相当なもので、それを波動の後押しで加速させることでイスカが視認できないほどの速度を誇り、彼が機動力で振り払えないなど対星霊使い特化の天敵とも言える技量の持ち主。
ミゼルヒビィ・ヒュドラ・ネビュリス9世 (Mizerhyby Hydra Nebulis Ⅸ)
声 - 本渡楓
タリスマンの姪でヒュドラ家の次期女王候補の王女。年齢は16歳。愛称はミズィ。「光輝」という特殊な星霊を宿している。本来は、タリスマンと同じ金髪であったが、星霊の発現と同時に髪色が青く染まった経緯を持つ。
皇庁の姫君に相応しく優雅でタリスマン同様仕草まで計算尽された淑女にして、仮面卿の提案した始祖復活によるデメリットを的確に見抜いて指摘するなど聡明であり、タリスマンをして今すぐ女王になってもおかしくない器量と絶賛されている。
反面、激昂すると星霊光を放出して髪がメドゥーサのように逆立ち、口調も乱暴になるなど沸点は叔父のタリスマンに比べるとかなり低い。
「光輝」の星霊は他人の星霊に力を与える代わりに己の軍勢として操る力を持つ。これを己自身に使い戦闘を星霊に委ねることで強大な肉体能力を得る。
この力により純血種十数人に相当する戦力を作り上げ「歩く星脈噴出泉《ボルテックス》」と呼ばれる。
ヒュドラの研究所「雪と太陽（スノウ・ザ・サン）」でシスベルを探しに来たイスカたちを迎え撃ち、「光輝」の星霊で強化した「暁の軍勢」で圧倒するも、ヒュドラの研究記録の断片を納めたイアリング「グレゴリオ秘文」をイスカに奪われる失態を演じ、上記のように激昂して「光輝」の星霊を己に使い暁の軍勢も動員して取り戻そうとするも取り逃し、入れ違いで「グレゴリオ秘文」の原典を求めてきたサリンジャーと交戦する。
ヴィソワーズ・アレク・ヒュドラ(Vichyssoise Alek Hydra)
声 - 高橋李依
異端審問官の少女。年齢は15歳。ネビュリスの直系から遠い血筋である彼女をヒュドラ家が養子に迎えた。
帝国の実験体「被検体Vi」。実験の初の成功者であり、通常時でも剣で切っても手応えが無いなど人の身から外れた再生能力を持つが、さらに悪星変異と呼ばれる変身能力を持ち、髪がルビーのように凝固し身体はガラスのように透ける、シスベルがかつて見た怪物と酷似した異形へと変異し、星炎を自在に操る能力と、星霊の力である『重力』を使用しブラックホールまでも作り出すことができる。しかし戦闘経験が浅く、力を使いこなせてはいない。なお、変異の際には立ち登る星炎により着ていた衣服が焼けてしまうため、変身を解くと全裸になってしまう。
イリーティアとは同じ帝国の実験体「被検体Vi」として、自分よりはるかに大星災に浸食されながら自己を保っている彼女に畏怖を感じており、いずれ自分たちの脅威になると警戒している。
イスカと交戦するも、力を使いこなせていないことから敗れ、そのまま拘束されていたが、帝国による皇庁襲撃に乗じて脱走、イリーティアと打合せを行うと悪星変異し、シスベルを捕えた。襲撃終了後はヒュドラ家の研究所の警備をしていたが、そこをサリンジャーの襲撃に合い、全力で戦うも力が及ばず、実質的に敗退した。「雪と太陽（スノウ・ザ・サン）」での戦闘後はヒュドラ家に帰還し、タリスマンにイリーティアの処分を提案する。
オルネイク
声 - 近藤浩徳
ヒュドラが独自に雇った諜報部隊の隊長。護衛としての実力は一級品で、刺客としては超一級である恐ろしく優雅で俊敏な振る舞いのスーツ姿の男性。
タリスマンの密命でシスベルの監視をすべくルゥ家の別荘に潜伏するも同じく密かに訪れていたサリンジャーによって撃退される。
グリューゲル
声 - 小林ゆう
「白夜の魔女」の二つ名を持つ修道服を思わせる赤い服を纏った痩躯の魔女。同時に別の戦場に現れるまでアリスと同一視されていた「雪」の星霊使い。ヒュドラ家の派閥に属するシスベルへの刺客。
かつて、ただの一人で帝国の機構Ⅴ師一個中隊を丸々壊滅せしめ戦車と装甲車あわせて二十台をスクラップしたほどの圧倒的な力を持つ。
シスベルを連れた907部隊の行く手に立ちはだかる。だが、彼らを侮ったことで不意を突かれ昏倒する。

#### その他のネビュリス皇庁の人物
サリンジャー(Salinger)
声 - 関俊彦
美麗な白髪の青年。「超越」の二つ名を持つ、かつて皇庁に反旗を翻し先代ネビュリス7世の星霊を奪おうとした最悪最強の魔人。他人の星霊を二つに分裂させ、その半分を強奪する「水鏡」の星霊を宿す。これによって純血種など強力な星霊を多く奪ってきた大罪人であり監獄都市として名高い皇庁十三州のアルカトルズでも星霊使いの罪人を収監するオーレルガン監獄塔に三十年収監されていた。にも拘らず未だ力強き青年の姿を保っている。
性格は傲岸不遜で己の強さに微塵も疑いはなく「気高きは血筋にあらず。理念に宿る」という理の持ち主で星霊を奪うことを「星霊使いの王が国民に求める徴収」と称した上、星霊を極めることに余念がなく「全ての星霊の力を以て、王を『超越』する」と豪語する。
その傲岸さは口ばかりではなく、奪った星霊の殆どが純血種などの強力な星霊ばかりであり半分の力しかないにも拘わらず、その半分の力で燐を圧倒するばかりか、上記の星霊の力によって奪った二つの異なる星霊を統合させる「星階唄（サンクトゥス）」の絶技を持ち並みの星霊術を凌駕する力を振るうが、これすら彼にとっては副産物に過ぎず、彼が目指すのはその先のステージである第三次統合「人と星霊の統合」である豪語するなど並々ならぬ上昇志向を持ち、それ故に純血種などの王家を生まれながらの星霊の強さに胡坐を掻いて力を高める意識もないと酷評している。
その一方で油断や慢心もまた微塵もなく上記の傲岸さとは裏腹に幾重にも慎重な策を講じる冷静な面もある。
上記のように三十年収監されていたが、璃洒の手引きと提案で脱獄。立ちはだかった燐を圧倒するが、イスカに横槍を入れられ最初こそ気にもとめなかったが、星霊術をことごとく斬り伏せる彼に星階唄の星霊術を繰り出すも、その力すら利用して迫る執念に怯み惜しくも敗北を喫する。しかし分身体を作ることでその場から逃れた上、未だに三つの星階唄を出し惜しんでいた。
現女王のミラベアを今も昔も歯牙にもかけたことなどないと公言していたが、実際は愛称の「ミラ」で呼び、かつてはその星霊を奪わんと挑戦しては撃退されていたなどイスカやアリスのような好敵手同士だった。同時に図らずも戦場ではなく日常の場で彼女と会う機会を得て素の彼女を知り、無自覚ながら異性として惹かれるようになる。しかし、ヒュドラ家の策謀を知ってミラベアを助けるため、王宮に向かったところ女王を襲った後のヒュドラの刺客下記の実験のプロトタイプである「被検体F」と交戦し、その星霊の半分を奪い撃退する。その末に刺客が去った後、間が悪く駆け付けたミラベアに女王襲撃の犯人と誤解されてしまう。弁明するのは自身の気位がそれを許さず、結果として上記の大罪人に仕立てられ、ミラベアとの関係は呆気ない幕切れを迎えたが、ミラベアとの日々を自分が生涯唯一の「挑戦者」であった時代と評した上、現女王たる彼女のファーストネームを呼び捨てていいのは自分だけでありそれは自分に対する不敬と言い放つなど、かなりの思い入れを抱き、それゆえに皇庁襲撃によりミラベアが傷つけられたことで我慢の限界を超え、ヒュドラの研究所「雪と太陽（スノウ・ザ・サン）」を襲撃し暴威を振るい、ヴィソワーズすら退けてミゼルヒビィと交戦後、嫌がらせついでに捕虜となっていたシュヴァルツを解放した。その際にヒュドラが長年研究してきた人工的に「人と星霊の統合」を成就させる研究記録を記した「グレゴリオ秘文」の原典を要求した。
天帝ユンメルンゲンとも面識があり彼から帝国の機密文書を渡され、そこに記された皇庁への間者"純血種「E被検体」"の詳細を知らされ心当たりが二人ほどいたが、意に介さず燃やした。

## 用語
帝国
100年前、天帝ユンメルゲンが建国したが政治は八大使徒によって取り仕切っている。高度な機械文明が発達し、共に繁栄をもたらした。皇庁との全面戦争に踏み切った。帝都ユンメルゲンは帝国最大の都市で政治経済の中心地。
使徒聖
天帝ユンメルゲン直属の守護者にして最高位の戦闘員。メンバーは11人で構成されている。イスカもその中の１人だったが魔女脱獄事件を引き起こした事により剥奪された。
ネビュリス皇庁
100年前、大魔女ネビュリスとその双子の妹であるネビュリス1世が建国し、その子供達であるルゥ家、ゾア家、ヒュドラ家が帝国に反旗を翻した事によって全面戦争を引き起こした。星霊術を扱う魔女や魔人達が暮らすユートピアである。
純血種
大魔女ネビュリスの双子の妹であるアリスローズの血を引く直系の子孫。アリスリーゼのルゥ家、キッシングのゾア家、ミゼルヒビィのヒュドラ家もこれに当たる。特に帝国の最高権力者達である八大使徒が警戒している存在。
中立都市
帝国、皇庁のどちらにも属さず、中立を宣言している都市の総称。中立都市内では一切の争いが禁止されており、違反した場合全ての中立都市が敵に回る。
星脈噴出泉（ボルテックス）
星霊使いの源。地下を流れている。それを巡って100年続く戦争の発端となっている。
星剣
星霊エネルギーを増幅する神秘の武器。先代から正当な後継者に譲り受けたイスカだけが扱える。黒剣は星霊術を切り裂き、白剣は星霊術を一度だけ再現ができる。
星霊
星の地下深くに眠っていた未解析エネルギー。かつて帝国が地質調査を行っていたときに噴出し、発見された。人間に憑依する性質を持っており、星霊を宿した者には「星紋」と呼ばれる痣が生まれ、同時に魔法のような力が宿る。星霊を宿した女性は「魔女」、男性は「魔人」と呼ばれ迫害されていたが、始祖の魔女ネビュリスを中心に反旗を翻し、ネビュリス皇庁を建国した。星霊を宿す者や一部の者は魔女・魔人という呼称を使わず、「星霊使い」と呼んでいる。

## 既刊一覧

### 小説
- 細音啓（著）・猫鍋蒼（イラスト）、KADOKAWA〈富士見ファンタジア文庫〉、既刊19巻（2024年10月19日現在）
  - 『キミと僕の最後の戦場、あるいは世界が始まる聖戦』2017年5月20日初版発行（同日発売[23]）、ISBN 978-4-04-072307-5
  - 『キミと僕の最後の戦場、あるいは世界が始まる聖戦2』2017年7月20日初版発行（同日発売[24]）、ISBN 978-4-04-072308-2
  - 『キミと僕の最後の戦場、あるいは世界が始まる聖戦3』2017年12月20日初版発行（同日発売[25]）、ISBN 978-4-04-072518-5
  - 『キミと僕の最後の戦場、あるいは世界が始まる聖戦4』2018年4月20日初版発行（同日発売[26]）、ISBN 978-4-04-072519-2
  - 『キミと僕の最後の戦場、あるいは世界が始まる聖戦5』2018年8月20日初版発行（同日発売[27]）、ISBN 978-4-04-072866-7
  - 『キミと僕の最後の戦場、あるいは世界が始まる聖戦6』2018年12月20日初版発行（同日発売[28]）、ISBN 978-4-04-072867-4
  - 『キミと僕の最後の戦場、あるいは世界が始まる聖戦7』2019年9月20日初版発行（同日発売[29]）、ISBN 978-4-04-073179-7
  - 『キミと僕の最後の戦場、あるいは世界が始まる聖戦8』2019年12月20日初版発行（同日発売[30]）、ISBN 978-4-04-073181-0
  - 『キミと僕の最後の戦場、あるいは世界が始まる聖戦9』2020年4月20日初版発行（4月17日発売[31]）、ISBN 978-4-04-073182-7
  - 『キミと僕の最後の戦場、あるいは世界が始まる聖戦 Secret File』2020年7月20日初版発行（7月17日発売[32]）、ISBN 978-4-04-073730-0
  - 『キミと僕の最後の戦場、あるいは世界が始まる聖戦10』2020年10月20日初版発行（10月17日発売[33]）、ISBN 978-4-04-073729-4
  - 『キミと僕の最後の戦場、あるいは世界が始まる聖戦 Secret File2』2020年12月20日初版発行（12月19日発売[34]）、ISBN 978-4-04-073731-7
  - 『キミと僕の最後の戦場、あるいは世界が始まる聖戦11』2021年5月20日初版発行（同日発売[35]）、ISBN 978-4-04-074077-5
  - 『キミと僕の最後の戦場、あるいは世界が始まる聖戦12』2021年10月20日初版発行（同日発売[36]）、ISBN 978-4-04-074078-2
  - 『キミと僕の最後の戦場、あるいは世界が始まる聖戦13』2022年3月20日初版発行（3月19日発売[37]）、ISBN 978-4-04-074443-8
  - 『キミと僕の最後の戦場、あるいは世界が始まる聖戦 Secret File3』2022年8月20日初版発行（同日発売[38]）、ISBN 978-4-04-074617-3
  - 『キミと僕の最後の戦場、あるいは世界が始まる聖戦14』2022年12月20日初版発行（同日発売[39]）、ISBN 978-4-04-074444-5
  - 『キミと僕の最後の戦場、あるいは世界が始まる聖戦15』2023年6月20日発売[40]、ISBN 978-4-04-074980-8
  - 『キミと僕の最後の戦場、あるいは世界が始まる聖戦16』2024年10月19日発売[41]、ISBN 978-4-04-074981-5

### 漫画
- okama（作画）・細音啓（原作）・猫鍋蒼（キャラクター原案） 『キミと僕の最後の戦場、あるいは世界が始まる聖戦』、白泉社〈ヤングアニマルコミックス〉、全7巻
  1. 2018年12月26日発売[42]、ISBN 978-4-592-16301-5
  2. 2019年5月29日発売[43]、ISBN 978-4-592-16302-2
  3. 2019年12月26日発売[44]、ISBN 978-4-592-16303-9
  4. 2020年7月29日発売[45]、ISBN 978-4-592-16304-6
  5. 2020年9月29日発売[46]、ISBN 978-4-592-16305-3
  6. 2020年12月25日発売[47]、ISBN 978-4-592-16306-0
  7. 2021年4月28日発売[48]、ISBN 978-4-592-16307-7

## テレビアニメ
2019年10月に開催されたイベント「ファンタジア文庫大感謝祭2019」にてテレビアニメ化が発表された。Season Iは2020年10月から12月までAT-Xほかにて放送された。原作の1巻から4巻までに相当する内容となっている。
Season IIは2024年7月より放送を開始した。しかし、第5話以降の放送が本編映像のクオリティ維持を理由に延期となり、時期を改めて第1話から放送を再開する予定であることが発表された。2025年4月より放送再開され6月まで放送された。

### スタッフ
|                               | Season I                                                 | Season II (2024)                  | Season II (2025)                  |
| ----------------------------- | -------------------------------------------------------- | --------------------------------- | --------------------------------- |
| 原作                          | 細音啓                                                   | 細音啓                            | 細音啓                            |
| 原作イラスト                  | 猫鍋蒼                                                   | N/A                               | N/A                               |
| キャラクター原案              | N/A                                                      | 猫鍋蒼                            | 猫鍋蒼                            |
| 監督                          | 湊未來 大沼心                                            | 稲葉友紀                          | 稲葉友紀                          |
| 助監督                        | N/A                                                      | 基仁志                            | 基仁志                            |
| シリーズ構成                  | 下山健人                                                 | 石川俊介 稲葉友紀                 | studioぱれっと                    |
| キャラクターデザイン          | 佐藤香織                                                 | 吉川佳織                          | 吉川佳織                          |
| サブデザイン                  | 青木慎平                                                 | N/A                               | N/A                               |
| メカデザイン                  | 氏家嘉宏                                                 | N/A                               | N/A                               |
| 星紋デザイン                  | 高橋清太 池脇弘年                                        | 鈴木佳央里                        | 鈴木佳央里                        |
| モンスターデザイン            | HB2P                                                     | N/A                               | N/A                               |
| プロップデザイン              | 青木慎平                                                 | 木下ありさ                        | 木下ありさ                        |
| 衣装デザイン                  | N/A                                                      | 木下ありさ                        | 木下ありさ                        |
| 美術監督                      | 前田実                                                   | N/A                               | N/A                               |
| 美術設定                      | 前田実                                                   | 田中俊成 由利聡 大山裕之          | 田中俊成 由利聡 大山裕之          |
| 美術                          | N/A                                                      | 瀬間惇史 西山雅通                 | 瀬間惇史 西山雅通                 |
| 美術                          | N/A                                                      | N/A                               | 寺澤渉                            |
| 色彩設計                      | 水本志保                                                 | 相馬香菜                          | 相馬香菜                          |
| 撮影監督                      | 佐藤敦                                                   | N/A                               | N/A                               |
| 3D監督                        | 北村浩久                                                 | N/A                               | N/A                               |
| 3DCGディレクター              | N/A                                                      | 河本浩紀                          | 河本浩紀                          |
| 編集                          | 近藤勇二                                                 | N/A                               | N/A                               |
| オフライン編集                |                                                          | 余語奏美                          | 余語奏美                          |
| 音響監督                      | 郷文裕貴                                                 | 長崎行男                          | N/A                               |
| アフレコ演出                  | N/A                                                      | 長崎行男                          | 長崎行男                          |
| 音響効果                      | 林佑樹                                                   | 明妻恭平                          | 明妻恭平                          |
| フォーリー                    | N/A                                                      | 山田百華                          | 山田百華                          |
| 音響制作                      | ビットグルーヴプロモーション                             | ビットグルーヴプロモーション      | ビットグルーヴプロモーション      |
| 音楽                          | Elements Garden                                          | Elements Garden                   | Elements Garden                   |
| 音楽制作                      | ポニーキャニオン                                         | ポニーキャニオン                  | ポニーキャニオン                  |
| プロデューサー                | 澤畠康二 福井詔雄                                        | 澤畠康二 福井詔雄                 | 澤畠康二 福井詔雄                 |
| プロデューサー                | 梅田和沙                                                 | 梅田和沙                          | 小林大介                          |
| プロデューサー                | 新井孝介 森井巧 礒谷徳知 有水宗治郎 Adam Zehner 磯由香莉 | 木村天 飯塚彩 髙橋佳那子 小林龍太 | 木村天 飯塚彩 髙橋佳那子 小林龍太 |
| アニメーション プロデューサー | 清水優人                                                 | 斉藤友紀                          | 斉藤友紀                          |
| アニメーション制作            | SILVER LINK.                                             | SILVER LINK.                      | SILVER LINK.                      |
| アニメーション制作            | N/A                                                      | studioぱれっと                    | studioぱれっと                    |
| 製作                          | キミ戦製作委員会                                         | キミ戦2製作委員会                 | キミ戦2製作委員会                 |

### 主題歌
「Against.」
石原夏織によるSeason Iオープニングテーマ。作詞は藤林聖子、作曲は浦島健太とH.Shing、編曲はTETTAとH.Shing。
「氷の鳥籠」
アリスリーゼ・ルゥ・ネビュリス9世（雨宮天）によるSeason Iエンディングテーマ。作詞はこだまさおり、作曲・編曲はElements Gardenの岩橋星実。
「奏響エトランゼ」
アリスリーゼ・ルゥ・ネビュリス9世（雨宮天）によるSeason I挿入歌。作詞はこだまさおり、作曲・編曲はElements Gardenの藤永龍太郎。
「セナカアワセ」
AliAによるSeason IIオープニングテーマ。作詞はTKT、作曲はEREN。
「Para Bellum」
SizukによるSeason IIエンディングテーマ。作詞は只野菜摘、作曲は俊龍、編曲は藤田淳平、歌はAYAME。

### 各話リスト
| 話数      | サブタイトル                                      | 脚本              | 絵コンテ          | 演出                     | 作画監督 | 総作画監督        | 初放送日       |          |          |          |          |          |          |          |          |          |          |          |          |          |          |          |          |          |
| Season I  | Season I                                          | Season I          | Season I          | Season I                 | Season I | Season I          | Season I       | Season I | Season I | Season I | Season I | Season I | Season I | Season I | Season I | Season I | Season I | Season I | Season I | Season I | Season I | Season I | Season I | Season I |
| --------- | ------------------------------------------------- | ----------------- | ----------------- | ------------------------ | --- | ----------------- | -------------- | -------- | -------- | -------- | -------- | -------- | -------- | -------- | -------- | -------- | -------- | -------- | -------- | -------- | -------- | -------- | -------- | -------- |
| 第1話     | 邂逅 ―2つの国の最終兵器―                          | 下山健人          | 湊未來            | 湊未來                   | 古谷梨絵 寿夢龍                                                                                               | 佐藤香織 澤入祐樹 | 2020年 10月7日 |          |          |          |          |          |          |          |          |          |          |          |          |          |          |          |          |          |
| 第2話     | 邂逅 ―僕とわたしが出会った敵は―                   | 下山健人          | 湊未來            | 伊部勇志                 | 澤入祐樹 﨑口さおり 亀田朋幸 安藤香春                                                                         | 佐藤香織 澤入祐樹 | 10月14日       |          |          |          |          |          |          |          |          |          |          |          |          |          |          |          |          |          |
| 第3話     | 邂逅 ―黒鋼の後継と氷禍の魔女―                     | 下山健人          | 岩畑剛一          | 丸山由太                 | 船越麻友美 久松沙紀 今田茜 前嶋弘史 金正男                                                                    | 佐藤香織 澤入祐樹 | 10月21日       |          |          |          |          |          |          |          |          |          |          |          |          |          |          |          |          |          |
| 第4話     | 交差 ―ボルテックス攻防―                           | 下山健人          | 澤井幸次          | 七味縮介                 | 西尾聡美 西本光咲                                                                                             | 佐藤香織 澤入祐樹 | 10月28日       |          |          |          |          |          |          |          |          |          |          |          |          |          |          |          |          |          |
| 第5話     | 交差 ―ボルテックス覚醒―                           | 下山健人          | 米田紘            | 細田雅弘                 | 寿夢龍 金正男 久松沙紀 木下由美子 謝宛倩 大槻南雄 船越麻友美 古谷梨絵 堀光明 前嶋弘史                         | 佐藤香織 澤入祐樹 | 11月4日        |          |          |          |          |          |          |          |          |          |          |          |          |          |          |          |          |          |
| 第6話     | 楽園 ―燐の大誤算―                                 | 下山健人          | 湊未來            | 大内大和 湊未來          | 大槻南雄 古谷梨絵 木村拓馬 今田茜 田村正文 高橋敦子 青木慎平 山吉一幸                                         | 佐藤香織 澤入祐樹 | 11月11日       |          |          |          |          |          |          |          |          |          |          |          |          |          |          |          |          |          |
| 第7話     | 楽園 ―アリスの一番長い夜―                         | 下山健人          | 澤井幸次          | 伊部勇志                 | 安藤香春 前嶋弘史 小川みずえ 亀田朋幸 﨑口さおり                                                              | 佐藤香織 澤入祐樹 | 11月18日       |          |          |          |          |          |          |          |          |          |          |          |          |          |          |          |          |          |
| 第8話     | 楽園 ―超越の魔人―                                 | 下山健人          | 斎藤瑞華          | 関根侑佑                 | 前原薫 前田綾 久松沙紀 松浦里美 秋田英人 寿夢龍 松井京介 田村正文 前嶋弘史                                    | 佐藤香織 澤入祐樹 | 11月25日       |          |          |          |          |          |          |          |          |          |          |          |          |          |          |          |          |          |
| 第9話     | 楽園 ―イスカ―                                     | 下山健人          | 岩畑剛一          | 丸山由太                 | 木下由美子 船越麻友美 山吉一幸 大槻南雄 田村正文 上西麻耶 古谷梨絵 金正男                                     | 佐藤香織 澤入祐樹 | 12月2日        |          |          |          |          |          |          |          |          |          |          |          |          |          |          |          |          |          |
| 第10話    | 始動 ―星に願う少女―                               | 下山健人          | 湊未來            | 七味縮介                 | 西尾聡美 井上真秀 西本光咲                                                                                    | 佐藤香織 澤入祐樹 | 12月9日        |          |          |          |          |          |          |          |          |          |          |          |          |          |          |          |          |          |
| 第11話    | 始動 ―魔女狩り―                                   | 下山健人          | 湊未來            | 細田雅弘                 | 山吉一幸 松田萌 古谷梨絵 堀光明 寿夢龍 久松沙紀                                                               | 佐藤香織 澤入祐樹 | 12月16日       |          |          |          |          |          |          |          |          |          |          |          |          |          |          |          |          |          |
| 第12話    | 始動 ―あるいは世界を始める2人―                    | 下山健人          | 添野恵            | 湊未來 伊部勇志 大内大和 | 前嶋弘史 木下由美子 久松沙紀 古谷梨絵 松井京介 大槻南雄 西本光咲 山吉一幸 船越麻友美 青木慎平 寿夢龍 平田和也 | 佐藤香織 澤入祐樹 | 12月23日       |          |          |          |          |          |          |          |          |          |          |          |          |          |          |          |          |          |
| Season II |                                                   |                   |                   |                          | |                   |                |          |          |          |          |          |          |          |          |          |          |          |          |          |          |          |          |          |
| 第1話     | 魔女 ―星の運命―                                   | 石川俊介 稲葉友紀 | 稲葉友紀          | 稲葉友紀                 | 吉川佳織 髙松さや                                                                                             | -                 | 2024年 7月10日 |          |          |          |          |          |          |          |          |          |          |          |          |          |          |          |          |          |
| 第2話     | 魔女 ―姉妹戦争―                                   | 石川俊介 稲葉友紀 | 山﨑立士 稲葉友紀 | 稲葉友紀                 | 山岸祐太 吉川佳織                                                                                             | -                 | 7月17日        |          |          |          |          |          |          |          |          |          |          |          |          |          |          |          |          |          |
| 第3話     | 魔女 ―月と星と太陽のダンス―                       | 石川俊介 稲葉友紀 | 西田正義 稲葉友紀 | 稲葉友紀                 | 木下ありさ 大内力                                                                                             | -                 | 7月24日        |          |          |          |          |          |          |          |          |          |          |          |          |          |          |          |          |          |
| 第4話     | 血脈 ―イリーティアと申します―                     | 細音啓            | 赤堀重雄          | 稲葉友紀                 | 吉川佳織 金子歩未 木下ありさ                                                                                  | -                 | 7月31日        |          |          |          |          |          |          |          |          |          |          |          |          |          |          |          |          |          |
| 第5話     | 血脈 ―三姉妹戦争―                                 | 石川俊介 稲葉友紀 | 稲葉友紀          | 稲葉友紀                 | 木下ありさ 山岸祐太 西﨑蔵人                                                                                  | 吉川佳織          | 2025年 5月8日  |          |          |          |          |          |          |          |          |          |          |          |          |          |          |          |          |          |
| 第6話     | 血脈 ―楽園の崩壊の始まり―                         | 石川俊介 稲葉友紀 | 稲葉友紀          | 稲葉友紀                 | 山岸祐太 西﨑蔵人 木下ありさ 周婧 黄华                                                                        | 吉川佳織          | 5月15日        |          |          |          |          |          |          |          |          |          |          |          |          |          |          |          |          |          |
| 第7話     | 決戦 ―魔女狩りの夜―                               | 石川俊介 稲葉友紀 | 稲葉友紀          | 稲葉友紀                 | 木下ありさ 金子歩未 髙島隆平 橘川龍貴                                                                         | 吉川佳織          | 5月22日        |          |          |          |          |          |          |          |          |          |          |          |          |          |          |          |          |          |
| 第8話     | 決戦 ―許されざる者―                               | 石川俊介 稲葉友紀 | 稲葉友紀          | 稲葉友紀                 | 木下ありさ 金子歩未 髙島隆平 山岸祐太                                                                         | 吉川佳織          | 5月29日        |          |          |          |          |          |          |          |          |          |          |          |          |          |          |          |          |          |
| 第9話     | 決戦 ―キミと僕の最後の決戦、あるいは二人が誓う夜― | 石川俊介 稲葉友紀 | 稲葉友紀          | 稲葉友紀                 | 木下ありさ 金子歩未 髙島隆平 山岸祐太                                                                         | 吉川佳織          | 6月5日         |          |          |          |          |          |          |          |          |          |          |          |          |          |          |          |          |          |
| 第10話    | 暁星 ―そして世界は動き出す―                       | 石川俊介 稲葉友紀 | 赤堀重雄          | 大内大和                 | 西田美弥子 和田祐二 张颖 刘锐 刘爽 杭州神在動画                                                               | 平田和也          | 6月12日        |          |          |          |          |          |          |          |          |          |          |          |          |          |          |          |          |          |
| 第11話    | 暁星 ―雪と太陽―                                   | 石川俊介 稲葉友紀 | 基仁志            | 基仁志                   | 大野薫野 陳亮 杜衛峰 谢鑫 王培非 陈娇娇 梦润 Orange Studio 拾月動画                                           | 平田和也          | 6月19日        |          |          |          |          |          |          |          |          |          |          |          |          |          |          |          |          |          |
| 第12話    | 暁星 ―拍手と喝采で出迎えよ―                       | 稲葉友紀          | 稲葉友紀          | 稲葉友紀                 | 木下ありさ 髙島隆平 金子歩未 山岸祐太                                                                         | 吉川佳織          | 6月26日        |          |          |          |          |          |          |          |          |          |          |          |          |          |          |          |          |          |

### 放送局
| 放送期間                  | 放送時間                     | 放送局         | 対象地域   | 備考                                 |
| ------------------------- | ---------------------------- | -------------- | ---------- | ------------------------------------ |
| 2020年10月7日 - 12月23日  | 水曜 23:30 - 木曜 0:00       | AT-X           | 日本全域   | 製作参加 / CS放送 / リピート放送あり |
| 2020年10月8日 - 12月24日  | 木曜 1:35 - 2:05（水曜深夜） | TOKYO MX       | 東京都     |                                      |
|                           | 木曜 2:14 - 2:44（水曜深夜） | 朝日放送テレビ | 近畿広域圏 | 『水曜アニメ〈水もん〉』第1部        |
| 2020年10月9日 - 12月25日  | 金曜 2:35 - 3:05（木曜深夜） | テレビ愛知     | 愛知県     |                                      |
| 2020年10月10日 - 12月26日 | 土曜 1:00 - 1:30（金曜深夜） | BS11           | 日本全域   | BS放送 / 『ANIME+』枠                |

| 配信開始日         | 配信時間                     | 配信サイト |
| ------------------ | ---------------------------- | --- |
| 2020年10月8日      | 木曜 0:00（水曜深夜） 更新   | dアニメストア |
| 2020年10月11日     | 日曜 0:00 - 0:30（土曜深夜） | ABEMA |
| 2020年10月13日以降 | 不明                         | niconico GYAO! ひかりTV FOD バンダイチャンネル Hulu J:COMオンデマンド TELASA U-NEXT アニメ放題 Netflix Amazonプライム・ビデオ Rakuten TV PlayStation Video DMM.com ビデオマーケット クランクイン!ビデオ HAPPY!動画 ムービーフルplus |

| 放送期間                | 放送時間                     | 放送局         | 対象地域   | 備考                                 |
| ----------------------- | ---------------------------- | -------------- | ---------- | ------------------------------------ |
| 2024年7月10日 - 7月31日 | 水曜 22:30 - 23:00           | AT-X           | 日本全域   | 製作参加 / CS放送 / リピート放送あり |
| 2024年7月11日 - 8月1日  | 木曜 1:30 - 2:00（水曜深夜） | TOKYO MX       | 東京都     |                                      |
|                         |                              | BS11           | 日本全域   | BS放送 / 『ANIME+』枠                |
|                         | 木曜 2:14 - 2:44（水曜深夜） | 朝日放送テレビ | 近畿広域圏 | 『水曜アニメ〈水もん〉』第1部        |

| 配信開始日    | 配信時間                           | 配信サイト |
| ------------- | ---------------------------------- | --- |
| 2024年7月11日 | 木曜 0:00（水曜深夜） 更新         | dアニメストア |
| 2024年7月16日 | 火曜 0:00（月曜深夜） 以降順次更新 | ABEMA U-NEXT アニメ放題 Lemino バンダイチャンネル Hulu DMM TV TELASA（見放題プラン） J:COM STREAM milplus見放題パックプライム Prime Video FOD TVer music.jp ビデオマーケット カンテレドーガ HAPPY!動画 |

| 放送期間                | 放送時間                     | 放送局         | 対象地域   | 備考                                 |
| ----------------------- | ---------------------------- | -------------- | ---------- | ------------------------------------ |
| 2025年4月10日 - 6月26日 | 木曜 20:30 - 21:00           | AT-X           | 日本全域   | 製作参加 / CS放送 / リピート放送あり |
| 2025年4月11日 - 6月27日 | 金曜 0:00 - 0:30（木曜深夜） | TOKYO MX       | 東京都     |                                      |
|                         | 金曜 1:00 - 1:30（木曜深夜） | BS11           | 日本全域   | BS放送 / 『ANIME+』枠                |
| 2025年4月13日 - 6月29日 | 日曜 2:30 - 3:00（土曜深夜） | 朝日放送テレビ | 近畿広域圏 | 『ANiMAZiNG2!!!』枠                  |

| 配信開始日    | 配信時間                | 配信サイト |
| ------------- | ----------------------- | --- |
| 2025年4月10日 | 木曜 23:00 更新         | dアニメストア |
| 2025年4月15日 | 火曜 23:00 以降順次更新 | ABEMA niconico（ ニコニコ生放送 、 ニコニコチャンネル ） U-NEXT アニメ放題 Lemino バンダイチャンネル Hulu DMM TV TELASA（見放題プラン） J:COM STREAM milplus見放題パックプライム Prime Video FOD TVer music.jp ビデオマーケット カンテレドーガ Rakuten TV HAPPY!動画 |

### BD / DVD
| 巻 | 発売日        | 収録話         | 規格品番  | 規格品番  | 規格品番   |
| 巻 | 発売日        | 収録話         | BD限定版  | BD通常版  | DVD通常版  |
| -- | ------------- | -------------- | --------- | --------- | ---------- |
| 1  | 2021年1月27日 | 第1話 - 第4話  | KAXA-8041 | KAXA-8051 | KABA-10951 |
| 2  | 2021年2月24日 | 第5話 - 第8話  | N/A       | KAXA-8052 | KABA-10952 |
| 3  | 2021年3月24日 | 第9話 - 第12話 | N/A       | KAXA-8053 | KABA-10953 |

| 巻 | 発売日             | 収録話         | 規格品番  |
| 巻 | 発売日             | 収録話         | BD        |
| -- | ------------------ | -------------- | --------- |
| 上 | 2025年12月24日予定 | 第1話 - 第6話  | KAXA-8921 |
| 下 | 2026年1月28日予定  | 第7話 - 第12話 | KAXA-8922 |

### Webラジオ
イスカ役の小林裕介とアリスリーゼ・ルゥ・ネビュリス9世役の雨宮天によるWebラジオ『小林裕介と雨宮天のキミ戦RADIO』が、2020年10月6日から2021年1月26日まで音泉にて隔週火曜に配信された。全8回。2021年10月20日には続編の制作決定と原作小説最新12巻の発売を記念して復活特番放送が配信された他、2025年5月15日には放送が途中から延期となっていたSeason Ⅱの放送再開をうけて特番放送が配信された。
ゲスト
- 第2回（2020年10月20日）白城なお
- 第3回（同年11月03日）石原夏織
- 第4回（同年11月17日）土岐隼一
- 第5回（同年12月01日）細音啓・花守ゆみり
- 第6回（同年12月15日）関俊彦
- 第7回（同年12月29日）久川綾
- 特番放送（2021年10月20日）：細音啓
- 特番放送（2025年5月15日）白城なお・石原夏織

2024年のアニメ化となった細音啓原作小説の3作品のコラボWebラジオ『【キミ戦×神飢え×なぜ僕 スペシャルコラボレーション】SAZANE WORLD RADIO』が、3作品のヒロイン声優をパーソナリティ（本作からはアリスリーゼ・ルゥ・ネビュリス9世役の雨宮天）に、2024年4月19日に音泉にて特番として配信された。特番の好評を受けて、3作品の主人公声優をパーソナリティ（本作からはイスカ役の小林裕介）に、2024年7月10日から9月11日まで毎月第二水曜日に配信された。全3回。

## 舞台
- 劇場：シアター1010（東京公演）、COOL JAPAN PARK OSAKA　TTホール（大阪公演）
- 公演期間：2022年10月20日 - 24日、11月10日 - 13日[70]

### キャスト
- イスカ(ｗキャスト) - 大西桃香（AKB48）、長谷川玲奈
- アリスリーゼ - 渡辺みり愛
- 音々 - 佐々木優佳里（AKB48）
- 燐 - 佐武宇綺[71]
- ミスミス - 長澤茉里奈
- シスベル - 北澤早紀（AKB48）
- イリーティア/始祖ネビュリス - 小坂井祐莉絵
- 璃洒 - 宮崎理奈
- ミラベア - 水原ゆき[72]
- ジン - 本条万里子
- 仮面卿 - 長谷川里桃
- キッシング - 天音みほ
- サリンジャー(ｗキャスト) - つんこ（東京公演）、三田麻央（大阪公演）
- ネームレス - 高野美幸
- アンサンブル - 安里唯、伊藤彩夏、桂淑乃、高見彩己子、増本祥子、渡辺恵理

### スタッフ（舞台）
- 原作 - 細音啓
- 脚本・演出 - 松多壱岱
- 音楽 - 金藏直樹
- 舞台監督 - 田中聡
- 舞台美術 - 濱田真輝
- 照明 - 新里翼
- 映像 - 曾根久光、御調晃司
- 音響 - 田中慎也
- 殺陣振付 - 門野翔
- 振付 - 松本稽古
- 演出助手 - 荒木吏沙、羽田野里菜
- ヘアメイク - 青山亜耶
- 衣裳 - 藤衣装
- 武器小道具 - 湯田商店
- 宣伝写真 - かしわだにたかし
- 宣伝美術 - 西田慎一郎
- WEBデザイン - 岡本宏輔
- キャスティング - 松永琴
- アシスタントプロデューサー - 新井真理子
- 舞台プロデューサー - 小林諸生、大関真